# Palais du Luxembourg
Pour les articles homonymes, voir Luxembourg (homonymie) et Palais du Sénat (homonymie).
Le palais du Luxembourg, situé dans le 6e arrondissement de Paris dans le nord du jardin du Luxembourg, est le siège du Sénat français, qui fut installé en 1799 dans le palais construit au début du XVIIe siècle par Marie de Médicis, reine de France et de Navarre, pendant sa régence. Il appartient au domaine de cette assemblée, qui comprend également, à proximité du palais, l'hôtel du Petit Luxembourg, résidence du président du Sénat, le musée du Luxembourg, et l'ensemble du jardin.
Le premier modèle architectonique de l'édifice fut dès le début le Palazzo Pitti à Florence.

## Origine du nom
Le palais et le jardin ont gardé le nom de l'ancien hôtel particulier sur lequel ils ont été construits : l'hôtel de Luxembourg (à ne pas confondre avec l'hôtel actuel dans le Marais). Il appartenait à François de Piney-Luxembourg, qui l'avait fait construire et y avait habité quelque temps avant de le vendre à Marie de Médicis. On l'a par la suite nommé « palais Médicis » mais cette dénomination a mal survécu au « coup de majesté » de son fils, le roi Louis XIII.
Le nom n'a qu'un lointain rapport avec le duché de Luxembourg, ancêtre de l'actuel pays. Les Piney-Luxembourg ne le possédaient pas, ils n'étaient issus que de façon indirecte, à travers plusieurs branches cadettes, de la maison de Luxembourg, une lignée allemande très prestigieuse du XIVe siècle qui avait ce duché en apanage. Mais à l'époque de l'achat, cette lignée s'était éteinte depuis longtemps et le duché était détenu par l'Espagne.

## Histoire

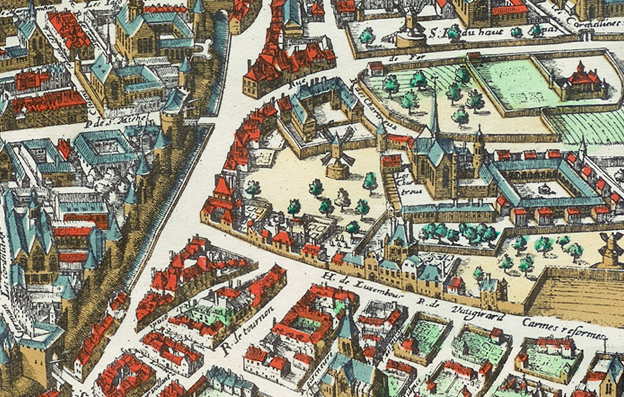
Les remparts de Paris, l'hôtel du duc de Luxembourg le long de la rue de Vaugirard et les Chartreux avant la construction du palais du Luxembourg
Plan de Mérian (1615).

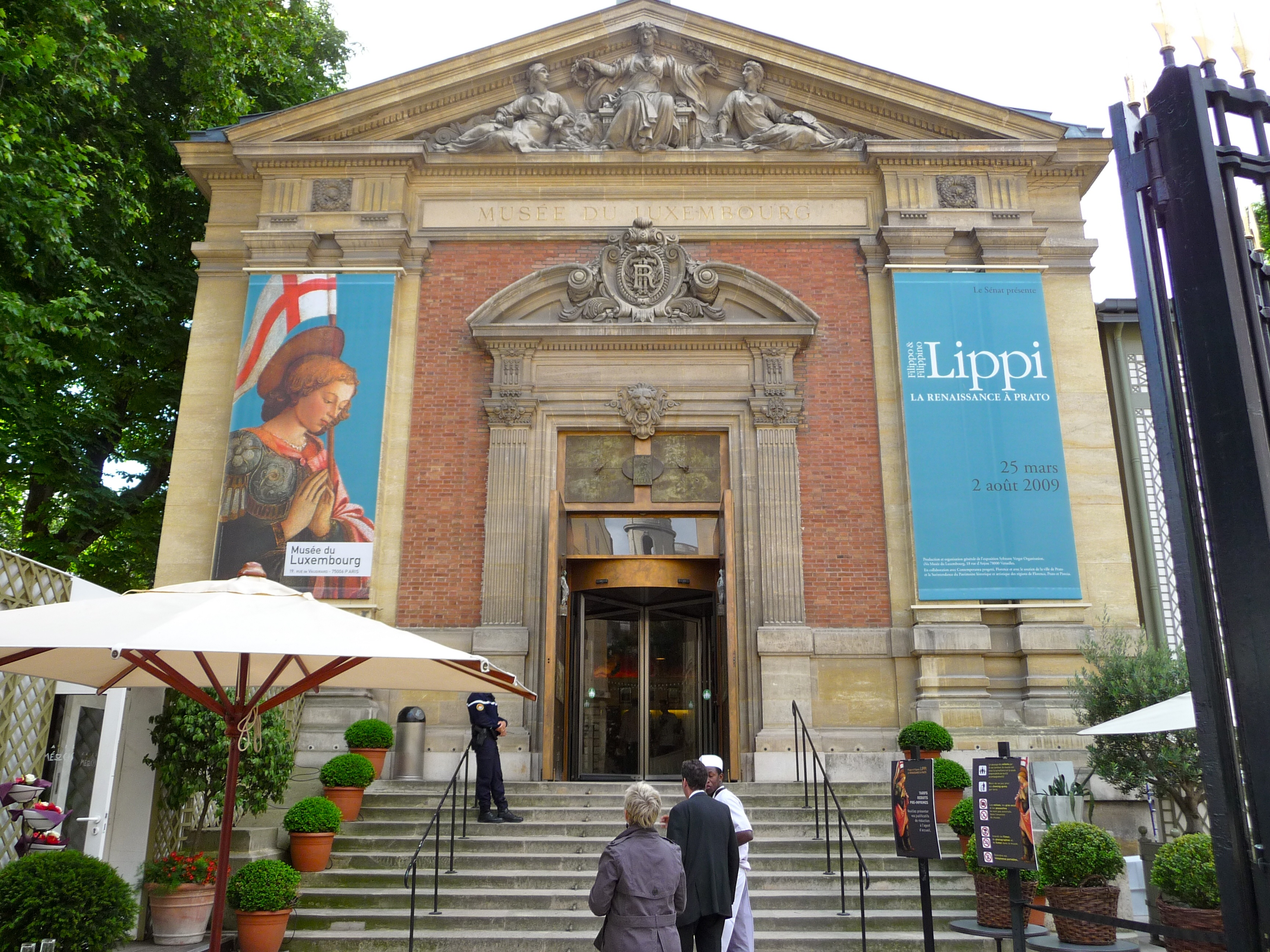
Porte d'entrée du musée du Luxembourg - rue de Vaugirard.

Le palais du Luxembourg a été construit sur le terrain d'un hôtel particulier du xvie siècle et qui appartenait à François de Piney, duc de Luxembourg.
La régente Marie de Médicis, veuve d'Henri IV, achète l'hôtel et le domaine dits « de Luxembourg » en 1612 et commande en 1615 la construction d'un palais à l'architecte Salomon de Brosse. Après avoir fait raser maisons et une partie du Petit Luxembourg, elle pose elle-même la première pierre le 2 avril 1615. Le marché de construction est retiré à Salomon de Brosse en 1624 et rétrocédé au maître maçon Marin de la Vallée le 26 juin 1624. L'année suivante, avant la fin des travaux, la reine mère s'installe au premier étage de l'aile ouest, dans la partie du palais Médicis qui lui est réservée, la partie est étant destinée à son fils, le roi Louis XIII.
Une série de toiles avait été commandée à Rubens pour chacun de ces appartements qui devaient former deux cycles, le cycle de la vie de Marie de Médicis, destinée à la galerie de son appartement, et un cycle de la vie d'Henri IV qui n'a pas été terminé (destiné à la galerie du roi). La série consacrée à la reine-mère est aujourd'hui conservée au Louvre.
Le chantier n'est pas achevé en 1631 lorsque Marie de Médicis doit le quitter, exilée sur ordre de son fils à la suite de la « journée des Dupes ». Marie de Médicis, à sa mort en 1642, lègue le domaine à son enfant préféré, son second fils Gaston duc d'Orléans, frère puîné du roi Louis XIII. Le bâtiment porte alors le nom de « palais d'Orléans ». Il passe par succession à sa veuve, Marguerite de Lorraine, puis à sa fille aînée la duchesse de Montpensier qui le vend à sa sœur cadette, la duchesse de Guise (1660). Celle-ci en fait don au roi, son cousin en 1694.
En 1715, le palais du Luxembourg, ou palais d’Orléans, revient au régent Philippe d'Orléans, qui l'abandonne à sa fille aînée Marie-Louise-Élisabeth d'Orléans (duchesse de Berry), puis à sa cadette Louise Élisabeth d'Orléans (1709-1742), reine douairière d'Espagne. La duchesse de Berry y mène une vie de fêtes et de plaisirs. Les grossesses illégitimes de cette jeune veuve font scandale. Fin mars 1719, un nouvel accouchement, mal préparé par ses excès, se passe très mal. Au bord de la mort, la princesse implore l'extrême-onction, que l'église lui refuse[réf. nécessaire]. Le 2 avril 1719, on la délivre d'un enfant mort-né. Déshonorée par le bruit de cette naissance dont parle tout Paris, elle ne se rétablit pas de ses couches laborieuses ; elle est morte en juillet 1719 au château de la Muette.
Le 14 octobre 1750, la galerie royale de peinture du palais du Luxembourg est ouverte à l'initiative de Charles François Paul Le Normant de Tournehem, directeur des bâtiments du roi, à l’emplacement même de la galerie de Marie de Médicis, dans l'aile est du palais du Luxembourg. Exposant une sélection des tableaux du Roi à proximité du cycle de Rubens, il s'agit du premier musée d'art ouvert au public en France, qui préfigura la création du musée du Louvre en 1793. L'actuel musée du Luxembourg a hérité de cette tradition muséale.
Par un édit du mois de décembre 1778, le roi Louis XVI accorde le domaine et le château à son frère Louis-Stanislas-Xavier, comte de Provence et futur roi Louis XVIII, à titre d'augmentation d'apanage. Après sa fuite en 1791, le palais d’Orléans est déclaré « propriété nationale ».

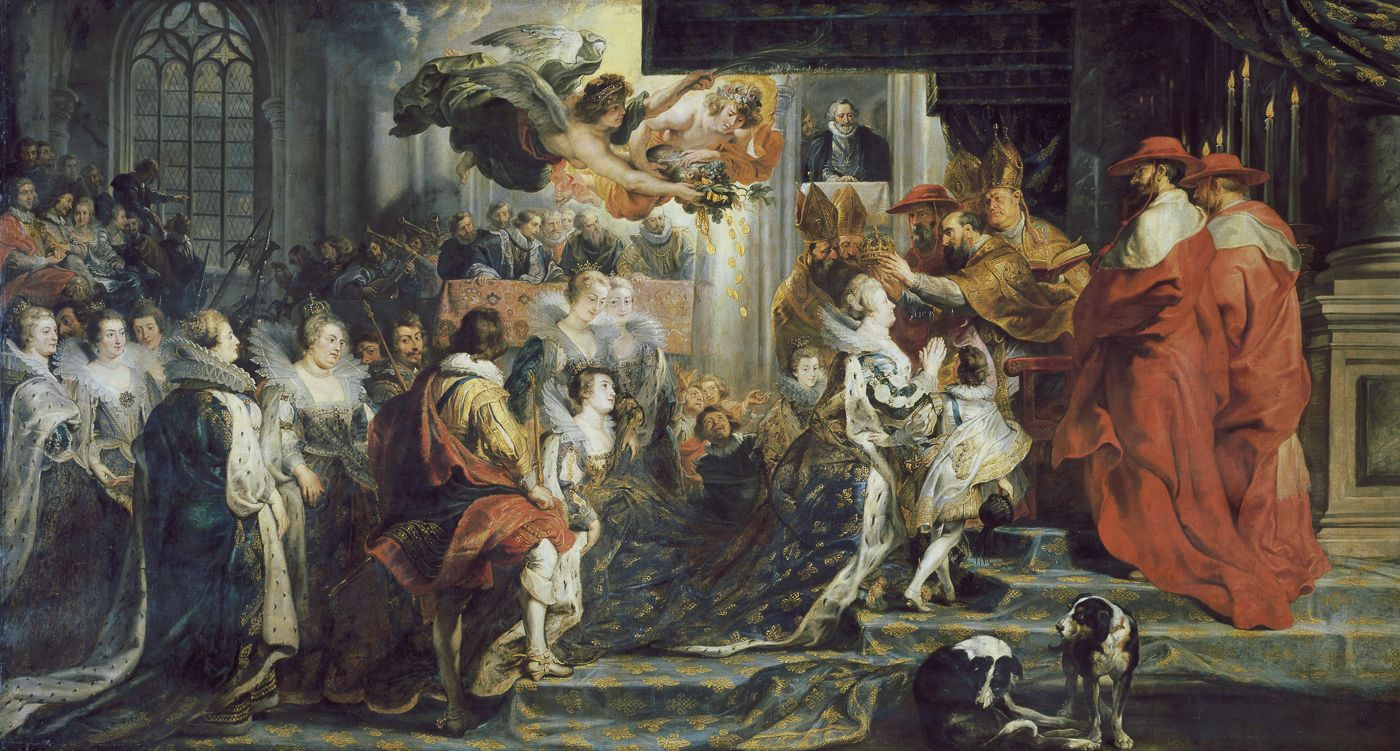
Le couronnement de Marie de Médicis à l'abbatiale de Saint-Denis, œuvre de Pierre-Paul Rubens.

Durant la Révolution française et à la suite de la journée du 10 août 1792, Louis XVI y est brièvement assigné à résidence, avant d'être remis à la Commune de Paris,. Pendant la Terreur, en juin 1793, le « Luxembourg » devient formellement une prison, nommée « Maison nationale de sûreté ». Durant cette période, près de 800 personnes y sont détenues, dont un tiers sera guillotiné, parmi lesquels se trouvent Georges Danton, Camille Desmoulins, la comtesse de Noailles et Fabre d'Églantine. Le peintre Jacques-Louis David, également emprisonné au Luxembourg durant cette période et qui a pu conserver son matériel de peinture durant son incarcération, y peint le seul paysage qui lui soit attribué,,. Le palais est affecté au Directoire par décision du 18 septembre 1795. Les cinq directeurs s'y installent le 3 novembre 1795.
Bonaparte, Premier consul, s'installe au palais du Luxembourg le 15 novembre 1799. Le Sénat conservateur, assemblée créée par la Constitution de l'an VIII, s'y installe le 28 décembre 1799. En 1814, il est attribué à la Chambre des pairs. Par la suite, il garde sa vocation parlementaire, excepté durant quelques courtes périodes. En 1828, des essais d'éclairage urbain à gaz hydrogène carburé sont effectués dans l'enceinte du palais.
L'hôtel initial, désormais appelé Petit Luxembourg, est devenu depuis 1825 la résidence officielle du président du Sénat. Le bâtiment de droite, appelé aussi hôtel de la présidence, abrite son bureau et ceux de ses collaborateurs, ses salons et sa salle à manger privés. Le bâtiment de gauche, appelés salons de Boffrand, abrite des salles de restaurant et des salons pour les grandes réceptions organisées par le Président ou par le Sénat dont l'accueil des personnalités étrangères.
Sous la monarchie de Juillet, le nombre de sénateurs croît sensiblement. Pour permettre à la salle des séances de les accueillir tous, une campagne de travaux est lancée ; il est décidé d'avancer la façade sur jardin. Décidés en 1836, les travaux sont confiés à l'architecte Alphonse de Gisors et commencés en 1837.
À la suite de la révolution de février 1848, il n'y a dans un premier temps plus de Sénat. Le palais du Luxembourg accueille alors une « Commission du gouvernement pour les travailleurs », présidée par Louis Blanc, qui sera vite appelée « Commission du Luxembourg ».
Le palais du Luxembourg est affecté par la suite à toutes les chambres hautes successives : Sénat du Second Empire et Sénat de la Troisième République à partir de 1879. Entre 1871 et 1879, le Parlement siège à Versailles, pendant ce temps, c’est le préfet de la Seine qui siège au Palais du Luxembourg.
En 1940, le palais est occupé par l’état-major de la Luftwaffe-ouest, ses généraux Erhard Milch puis Hugo Sperrle logeant au Petit Luxembourg. Le palais est réaménagé pour cette nouvelle affectation militaire (cloisonnement des grandes pièces, réseau de sonneries, nouvelle peinture, etc.), de même que l'hôtel de la Présidence. L'architecte Marcel Macary est chargé des travaux, s'attachant à ne pas occasionner de dégâts durables pour le palais. En 1943, un blockhaus est construit dans le jardin du Luxembourg, à l'est du palais : avec quatorze mètres de profondeur, il doit comporter dix galeries d'abri mais seulement sept étaient terminées à la Libération, en août 1944 (connu sous le nom d'« abri Médicis », il sert de nos jours de lieu de stockage). En 1937, un abri de défense passive avait été construit dans les jardins de la Présidence ; il est amélioré et un nouveau est érigé entre l'hôtel de la Présidence et le musée du Luxembourg. À la Libération, les Allemands laissent les lieux dévastés et minés, tandis que des meubles sont volés.
En 1944, le palais devient le siège de l’Assemblée consultative provisoire. Il est affecté au Conseil de la République de 1946 et au Sénat de la Ve République depuis 1958. Le Sénat de la Communauté y a également siégé entre 1958 et 1960.

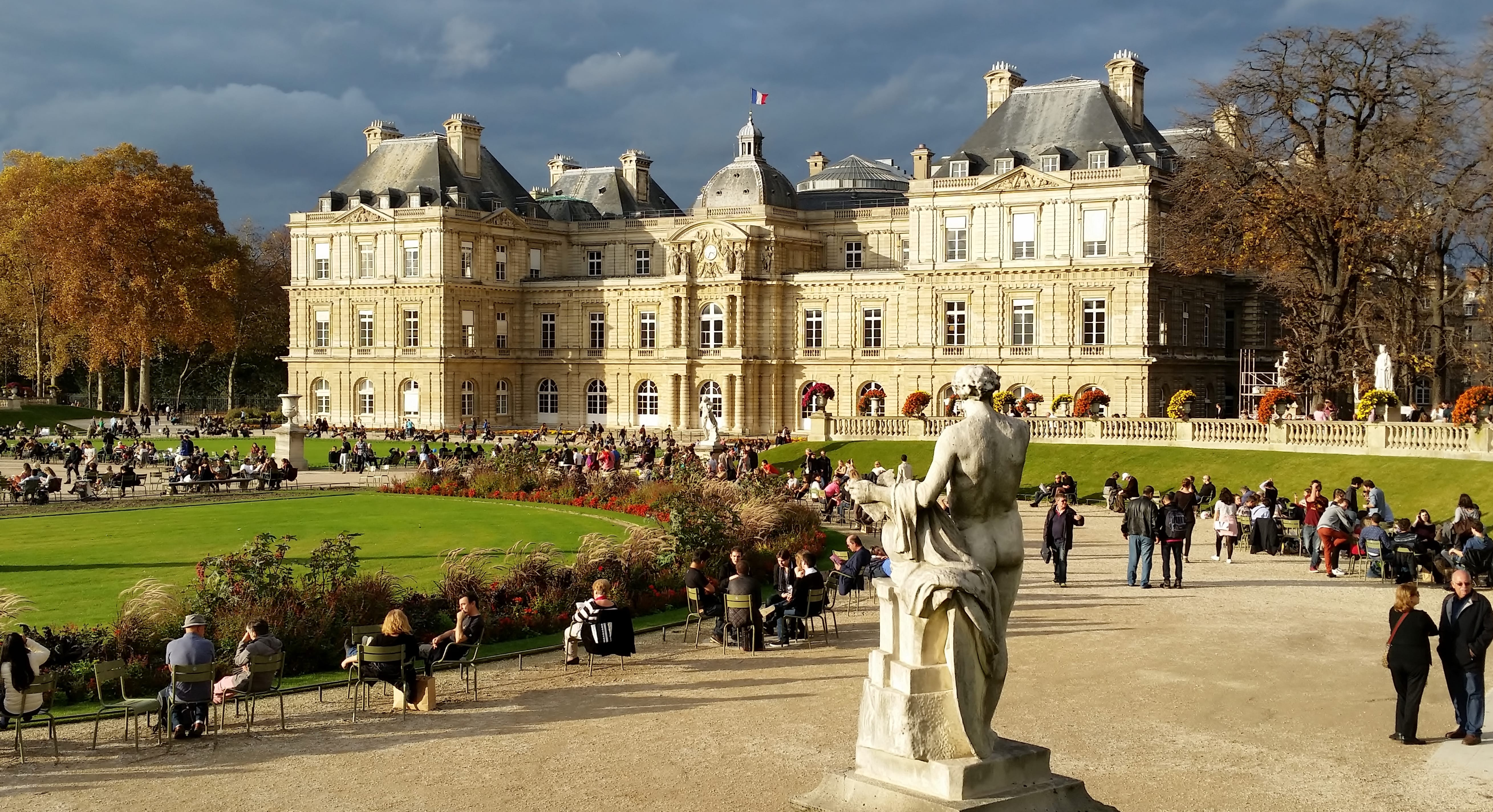
Le palais vu du jardin.

Entre 2007 et 2014, le Sénat met en vente cinquante appartements de fonction situés autour du palais du Luxembourg (rue Bonaparte, rue Garancière ou encore boulevard Saint-Michel).
Entre 2017 et 2024, le palais du Luxembourg est en travaux. Les immeubles des 26 et 36 rue de Vaugirard, qui abritent les bureaux des sénateurs sont vidés pour permettre une mise aux normes haute qualité environnementale. Un bâtiment provisoire de trois étages, d'une surface 4 000 m2 est élevé dans la cour d'honneur du palais en attendant. Un restaurant libre-service est créé au 36 rue de Vaugirard, la salle Clemenceau et l'ancienne chapelle de la Chambre des pairs sont restaurées, cette dernière devant devenir une salle multimédia. Les travaux visent également à faciliter l'accès des personnes handicapées et l'évacuation du public en cas de sinistre.
Au printemps 2025, huit ans après son installation, le bâtiment modulaire de la cour d'honneur est déposé, ce qui permet la remise en état de son pavage. Désormais ornée de grenadiers et de palmiers en caisses, elle retrouve sa vocation première.

Évolution du palais du Luxembourg
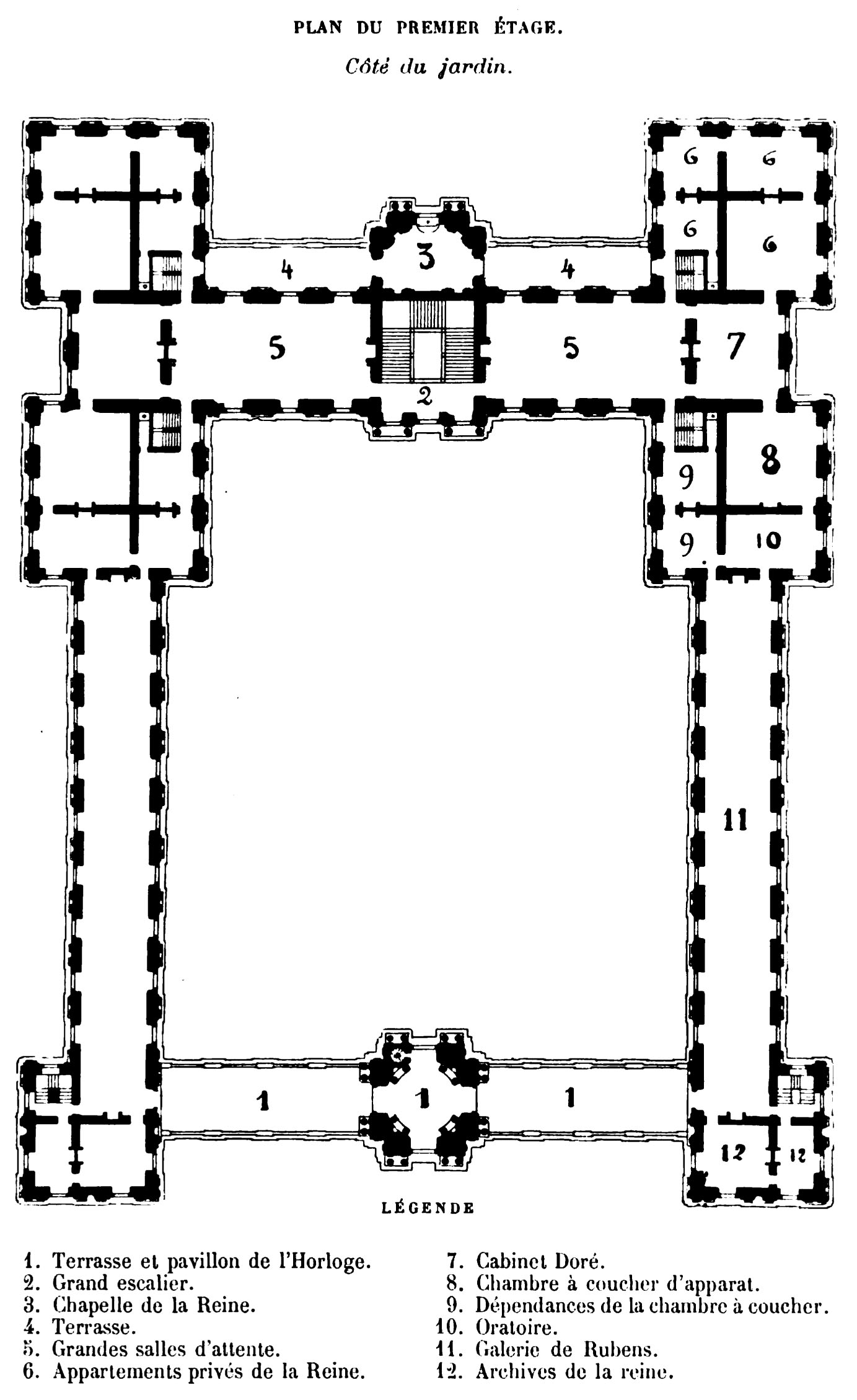
Plan du premier étage (étage noble) à sa construction, sous Marie de Médicis
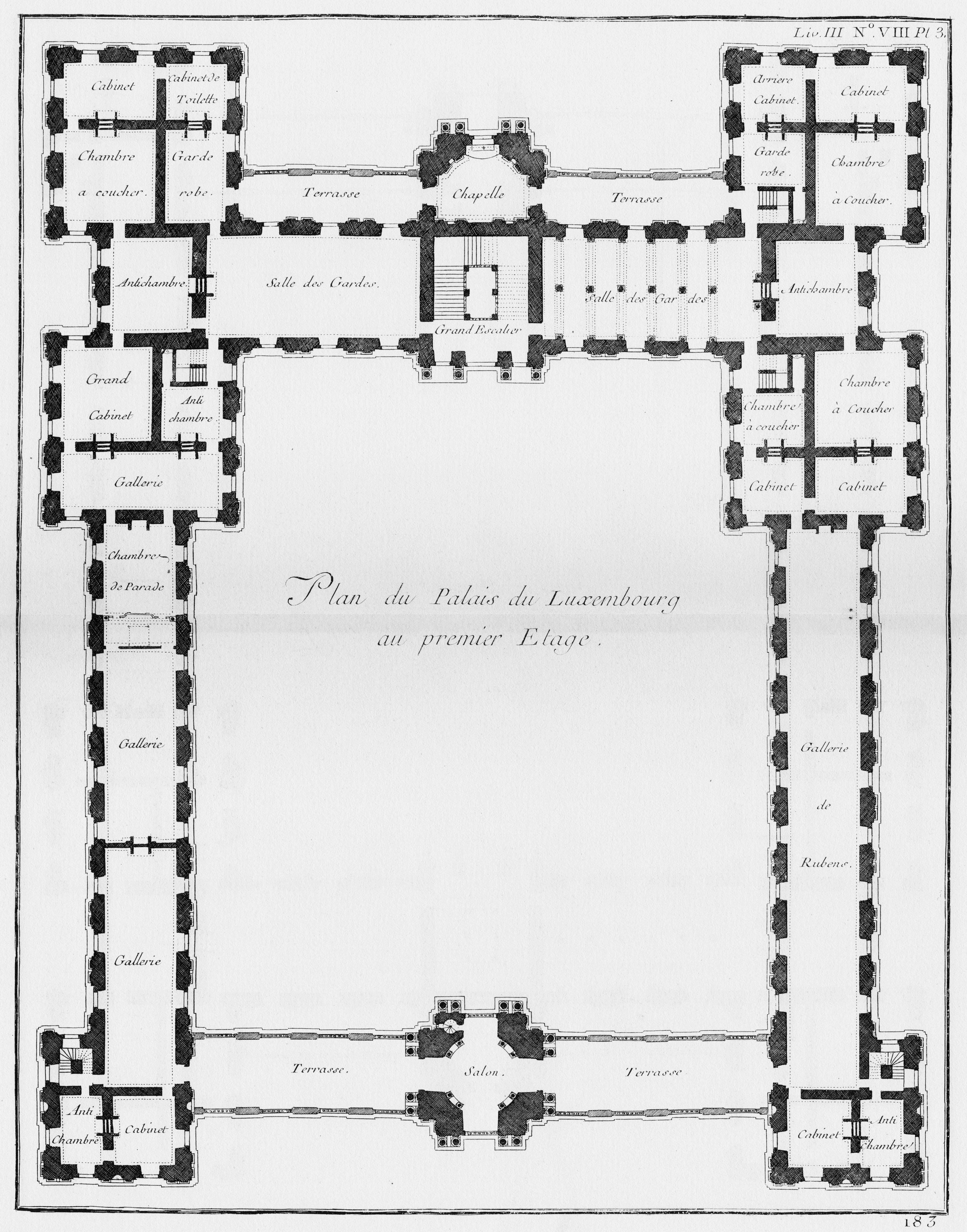
Plan du premier étage au milieu du XVIIIe siècle, tiré de l'Architecture françoise de Jacques-François Blondel.
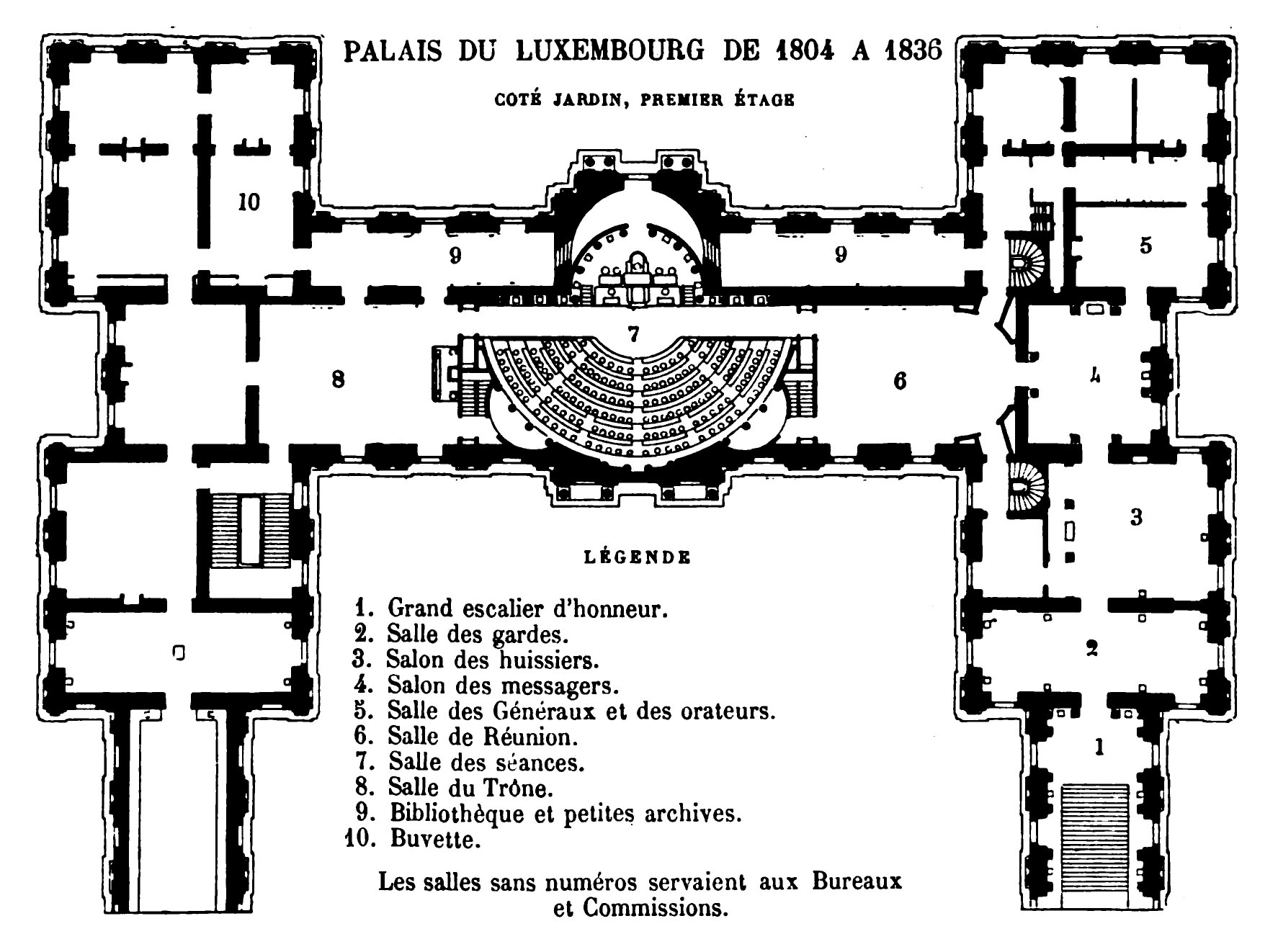
Plan du premier étage après les modifications de Jean-François Chalgrin entre 1799 et 1804.
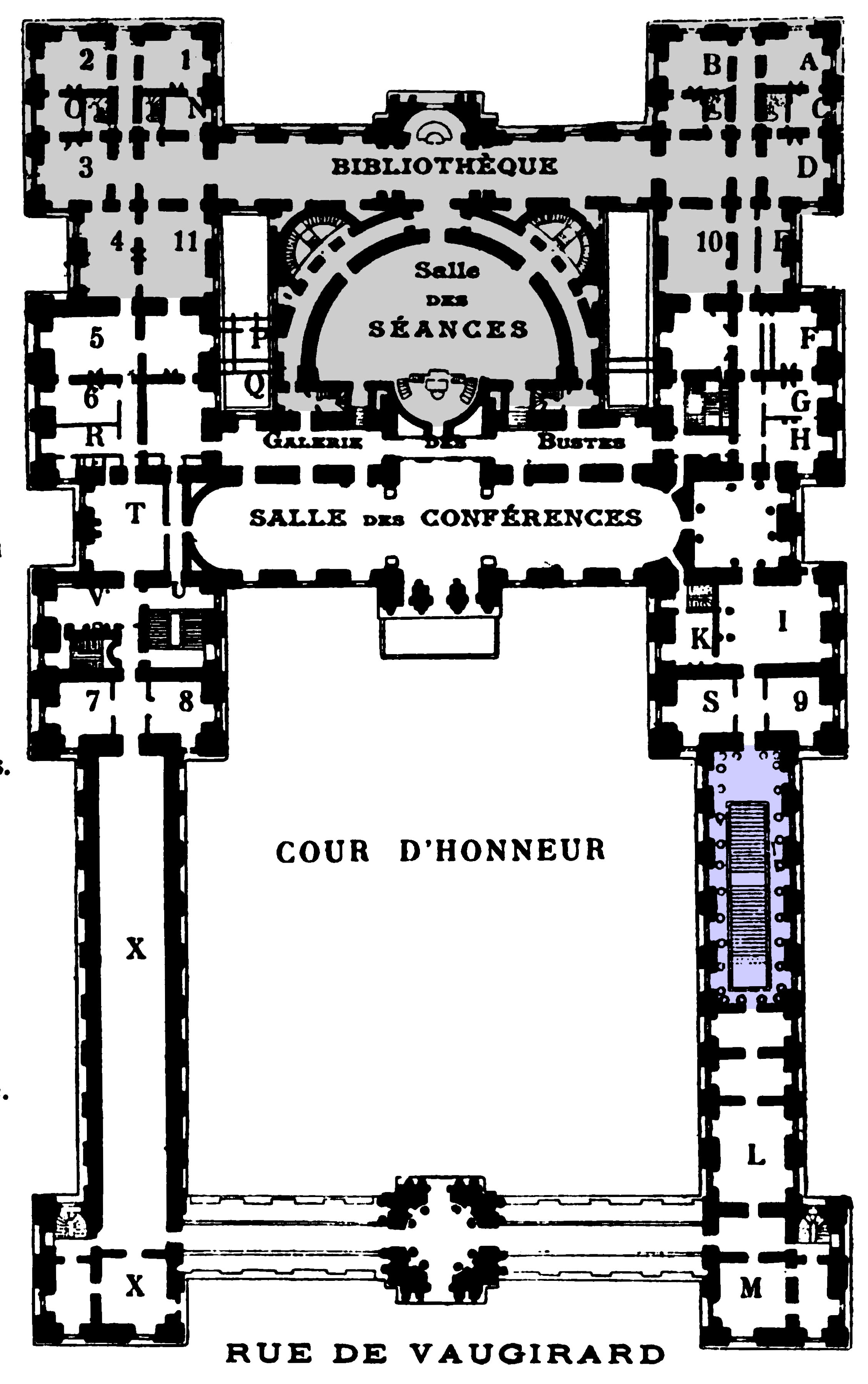
Plan diachronique montrant les modifications de Jean-François Chalgrin entre 1799 et 1804 (en bleu), et le conséquent ajout d'Alphonse de Gisors en 1836 (grisé), visant à accueillir le Sénat et faisant reculer le bâtiment d'une trentaine de mètres sur le jardin.
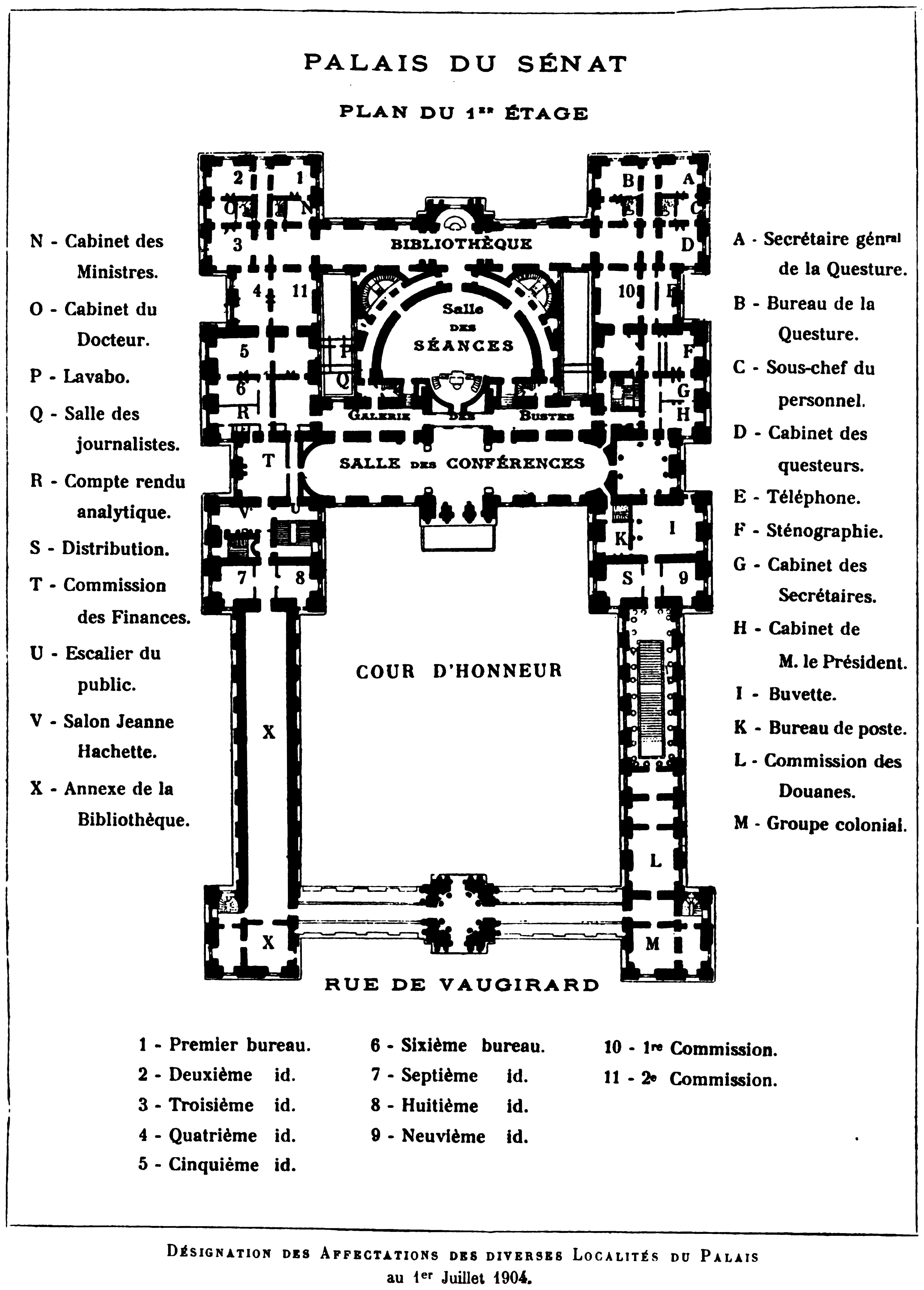
Plan du premier étage du palais devenu siège du Sénat, en 1904

Évolution du jardin et de la perspective du palais
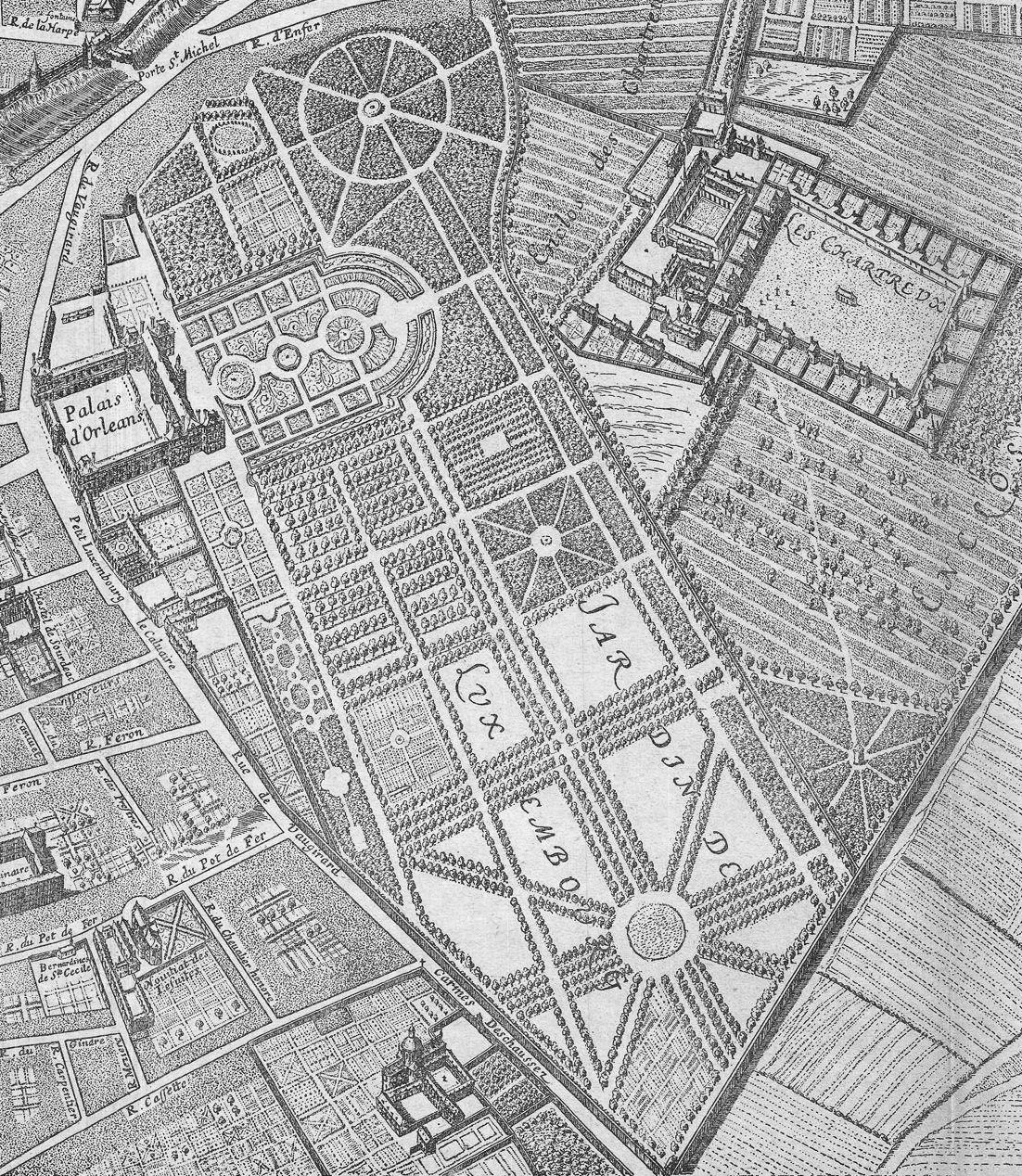
Vue du palais et de son jardin sur le plan de Gomboust, 1652
Plan du palais et du jardin au milieu du XVIIIe siècle, dans l'Architecture françoise de Jacques-François Blondel
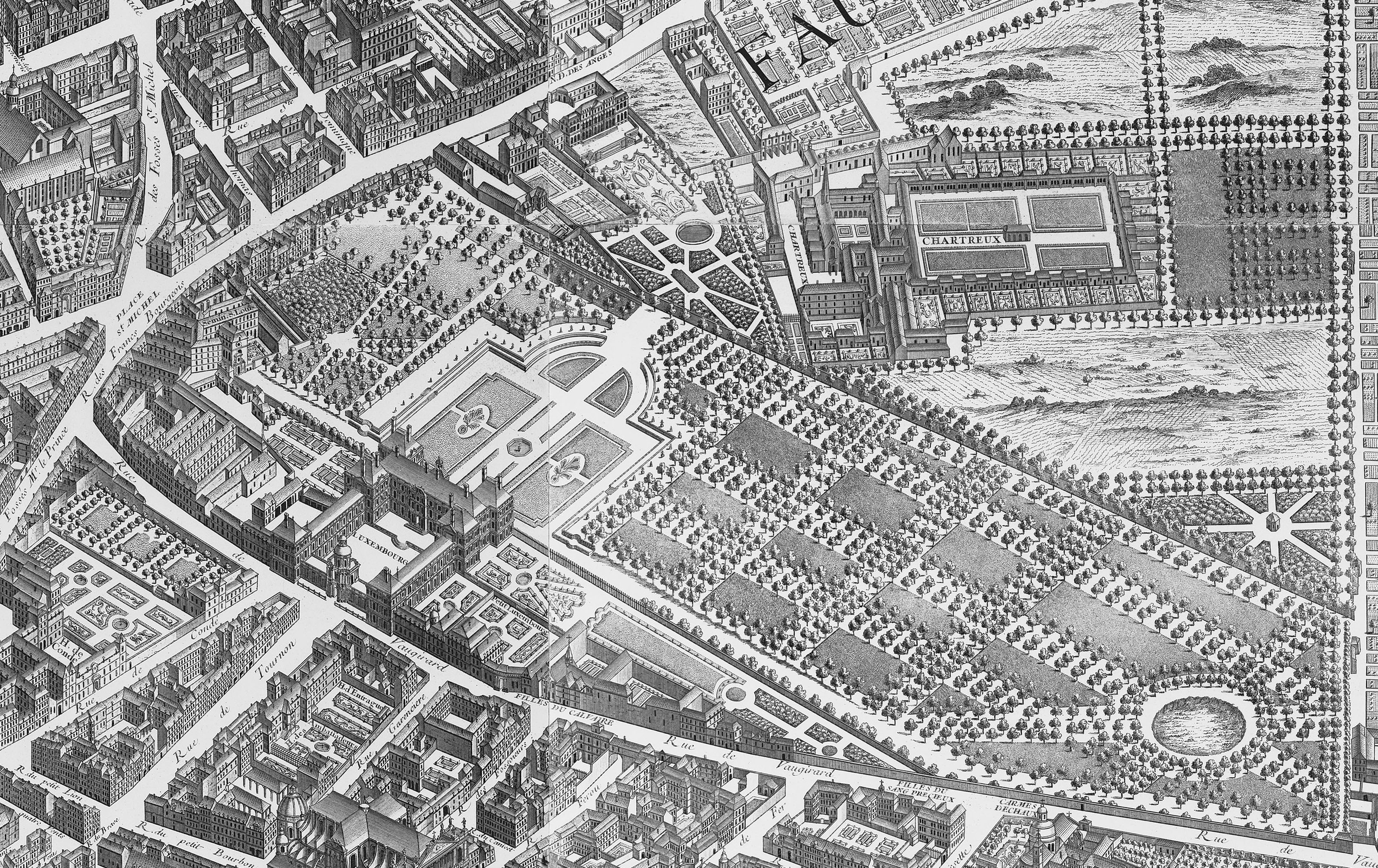
Vue du palais sur le plan de Turgot, 1739. La Chartreuse de Paris, détruite durant la Révolution française, est visible au sud.
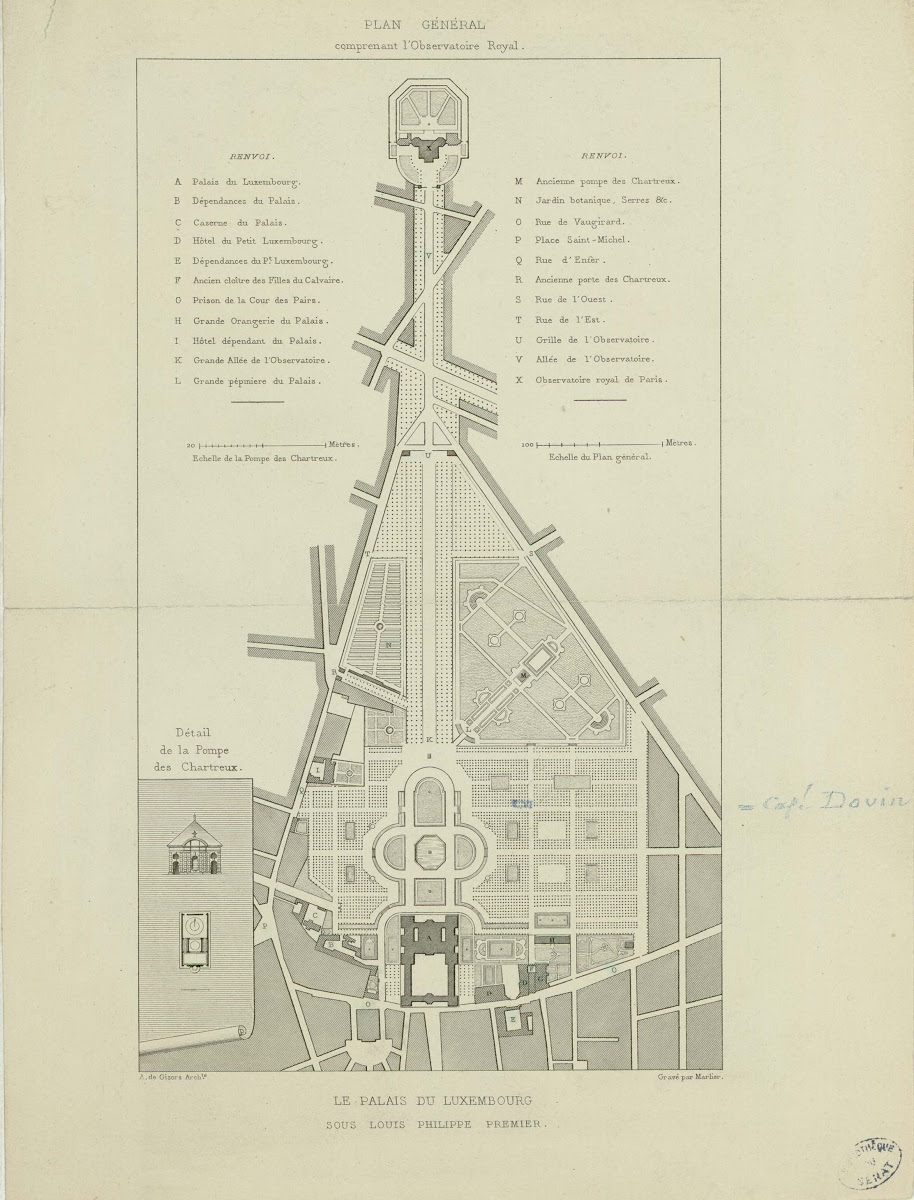
Plan d'ensemble comprenant le palais et le jardin du Luxembourg, l'Observatoire et ses jardins, après les modifications du palais pour accueillir le Sénat et extension du jardin au sud. Dessin par Alphonse de Gisors, contemporain des travaux, dirigés par celui-ci.
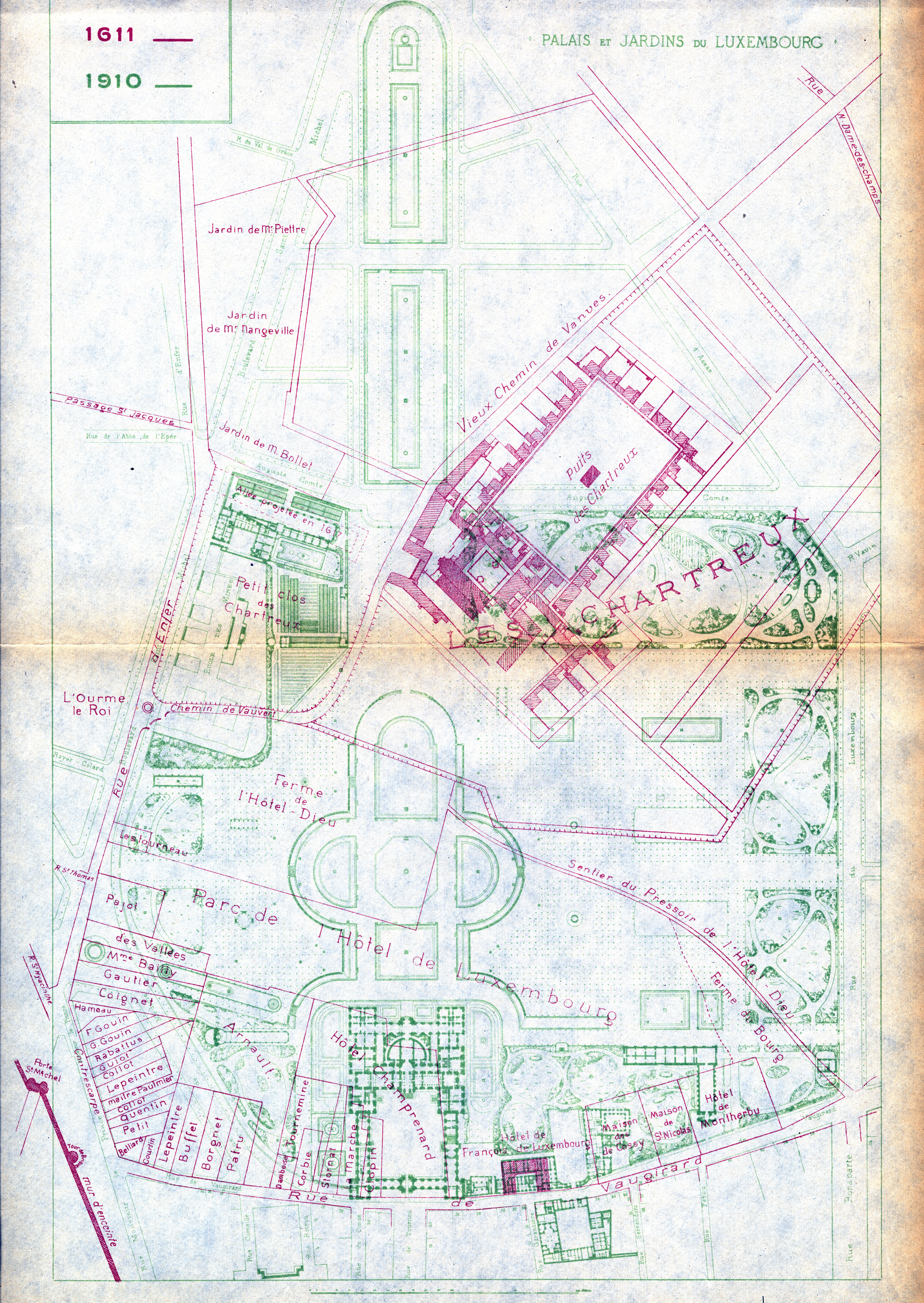
Plans superposés montrant, en rouge, l'organisation de l'espace avant la construction du palais et du jardin en 1611, en vert, le palais et le jardin au XXe siècle, tel qu'il est encore organisé.

## Architecture

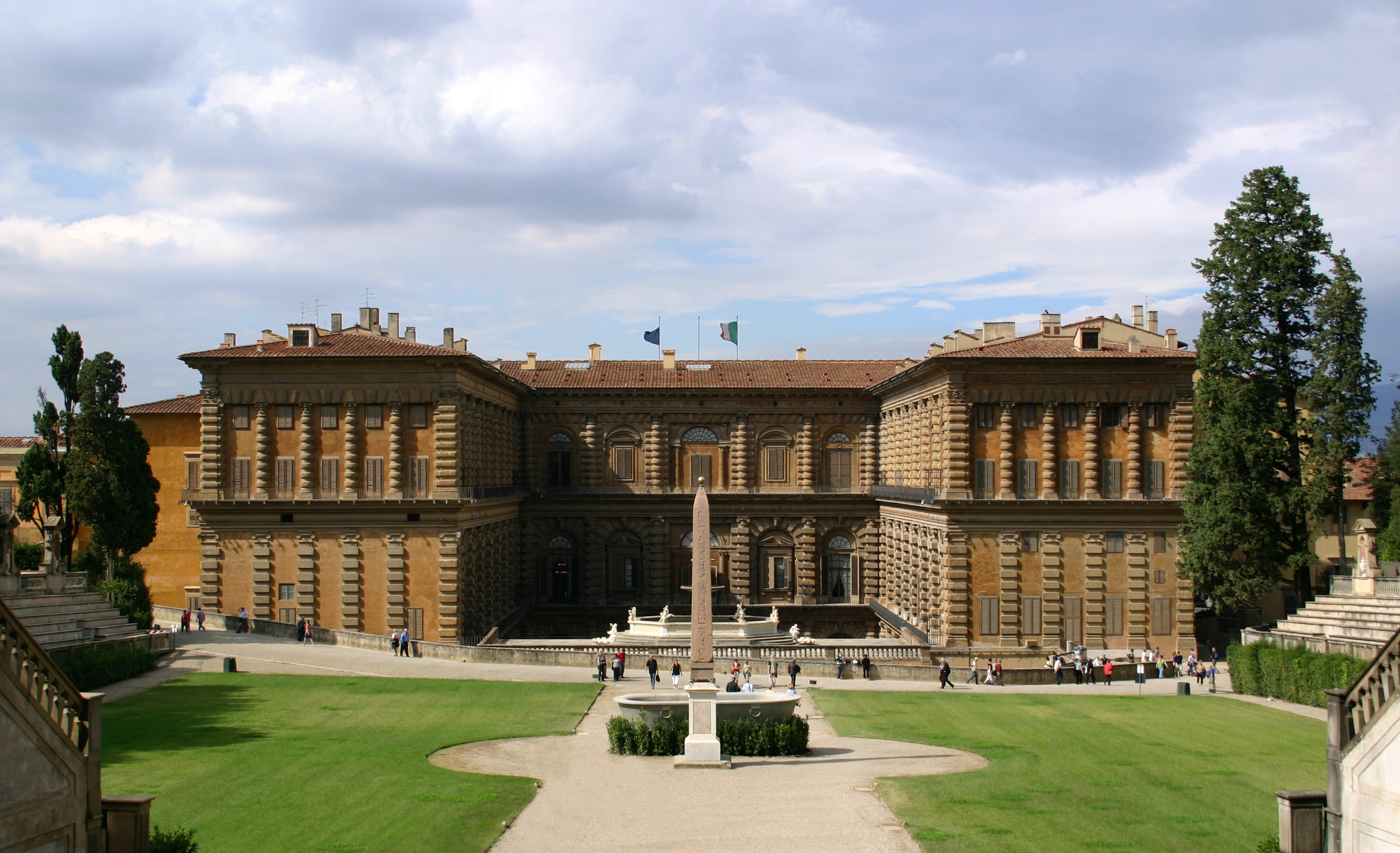
La palais Pitti de Florence comme premier point d'inspiration du palais du Luxembourg.

Le palais du Luxembourg tient plus de la résidence secondaire que du palais officiel urbain. Son plan est assez caractéristique des châteaux français, comme celui de Verneuil-en-Halatte auquel Salomon de Brosse a participé. Il se compose d'une cour carrée, la cour d'honneur, d'un corps d’entrée surmonté d'un dôme, le dôme Tournon, et de pavillons redoublés dans le corps de logis.
Des nouveautés, comme le corps de logis qui prend une grande ampleur par rapport aux deux ailes, ou encore la partie centrale monumentale, marquent le château. Le palais du Luxembourg est le résultat de la libre inspiration du palais Pitti (Florence, Italie) demandée par Marie de Médicis qui, s'ennuyant au Louvre, souhaitait notamment retrouver l'esprit florentin et la douceur que ceci lui évoquait notamment à travers l'emploi du bossage de pierre dans l'architecture du bâtiment plutôt que d'un mélange de brique et de pierre, comme on en trouvait par exemple dans le pavillon de chasse de Versailles.

Élévations des façades du palais avant son extension au XIXe siècle
Élévation de la façade sur rue
Élévation de la façade sur cour
Élévation et coupe sur la longueur
Élévation de la façade sur jardin

Façades du palais du Luxembourg
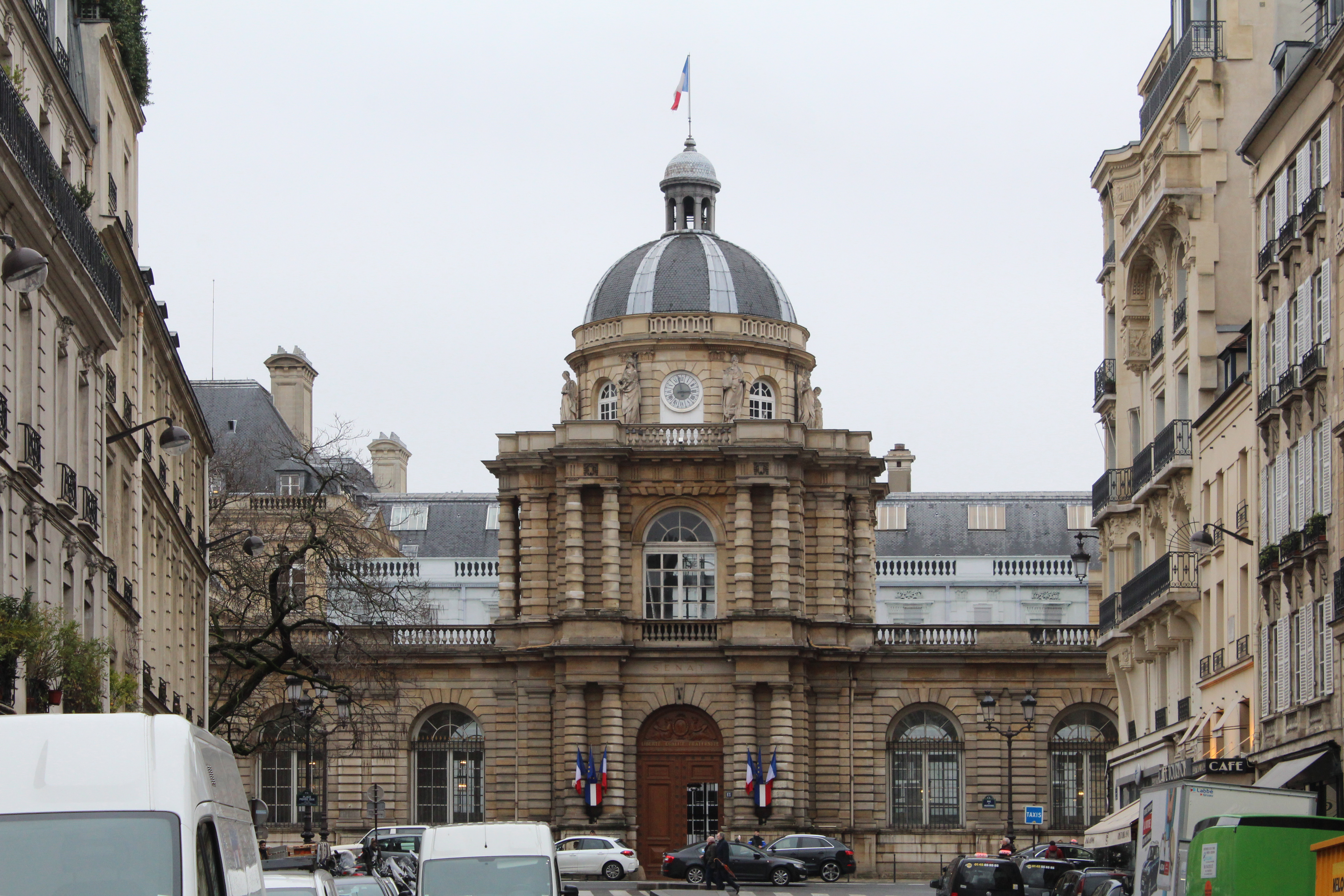
Façade nord du palais, depuis la rue de Tournon
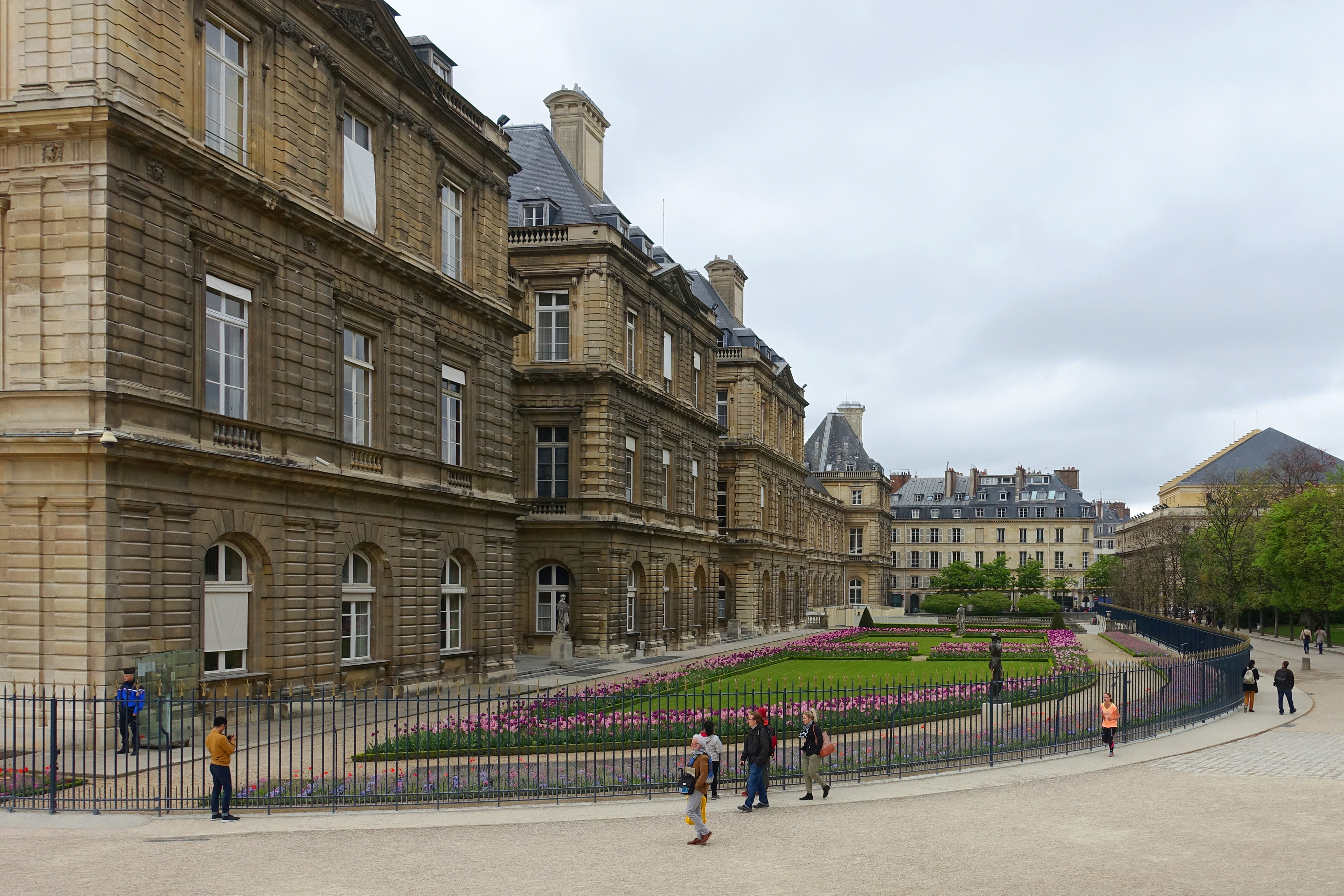
Façade est du palais
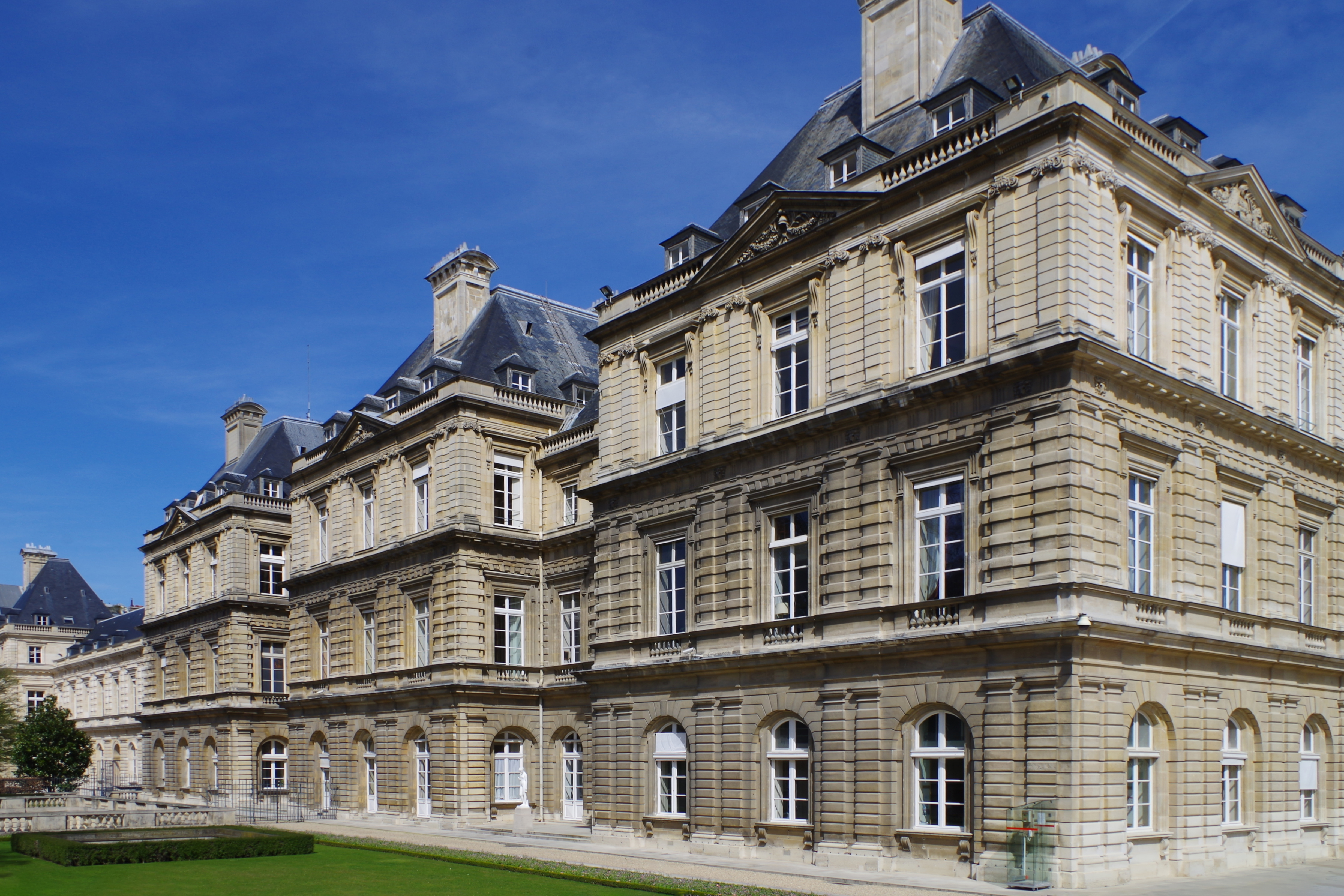
Façade ouest du palais

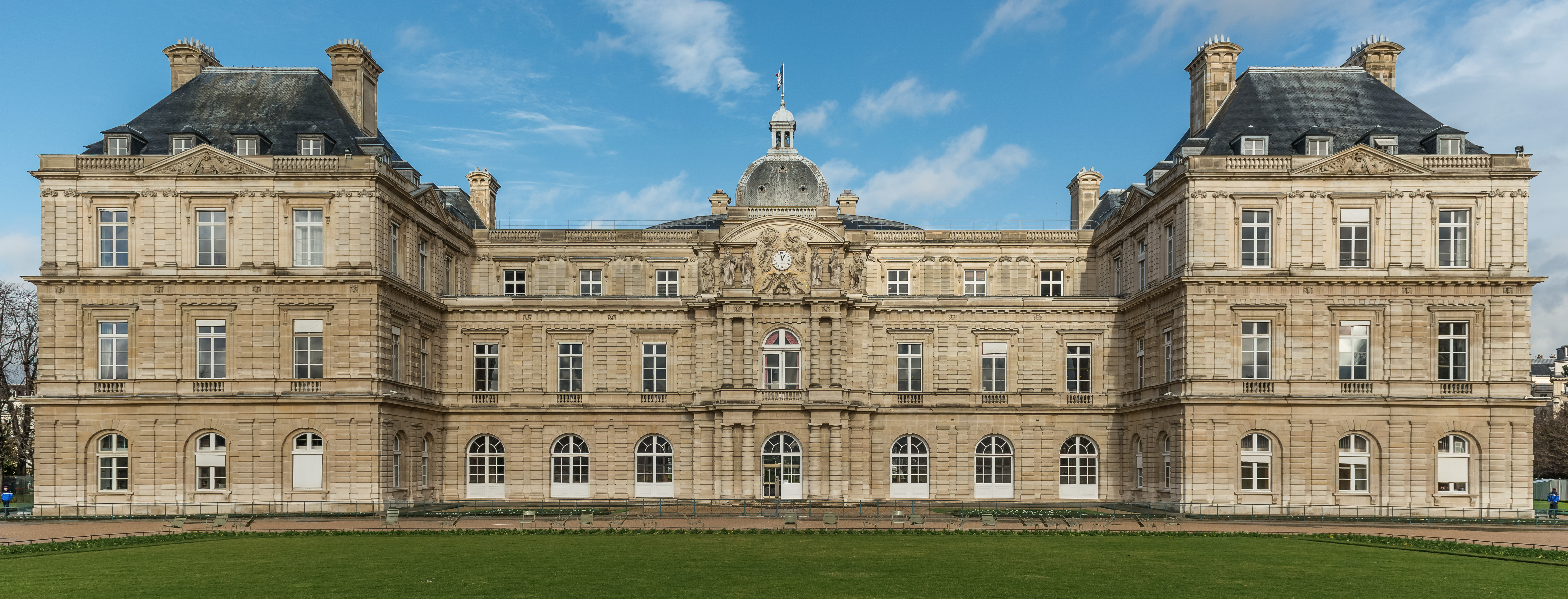
Vue d'ensemble de la façade sur jardin

Façades sur la cour d'honneur
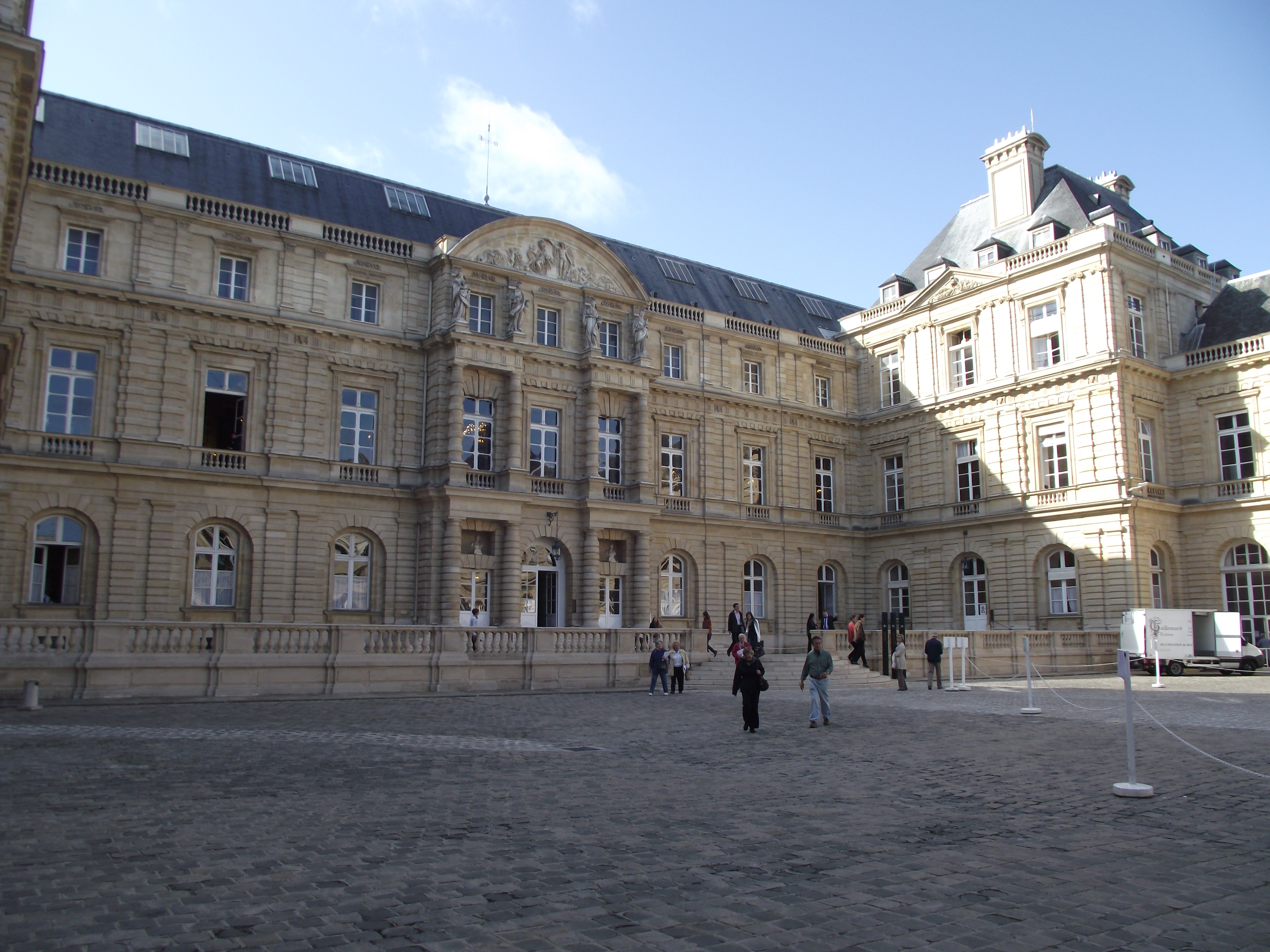
Façade principale sur la cour d'honneur
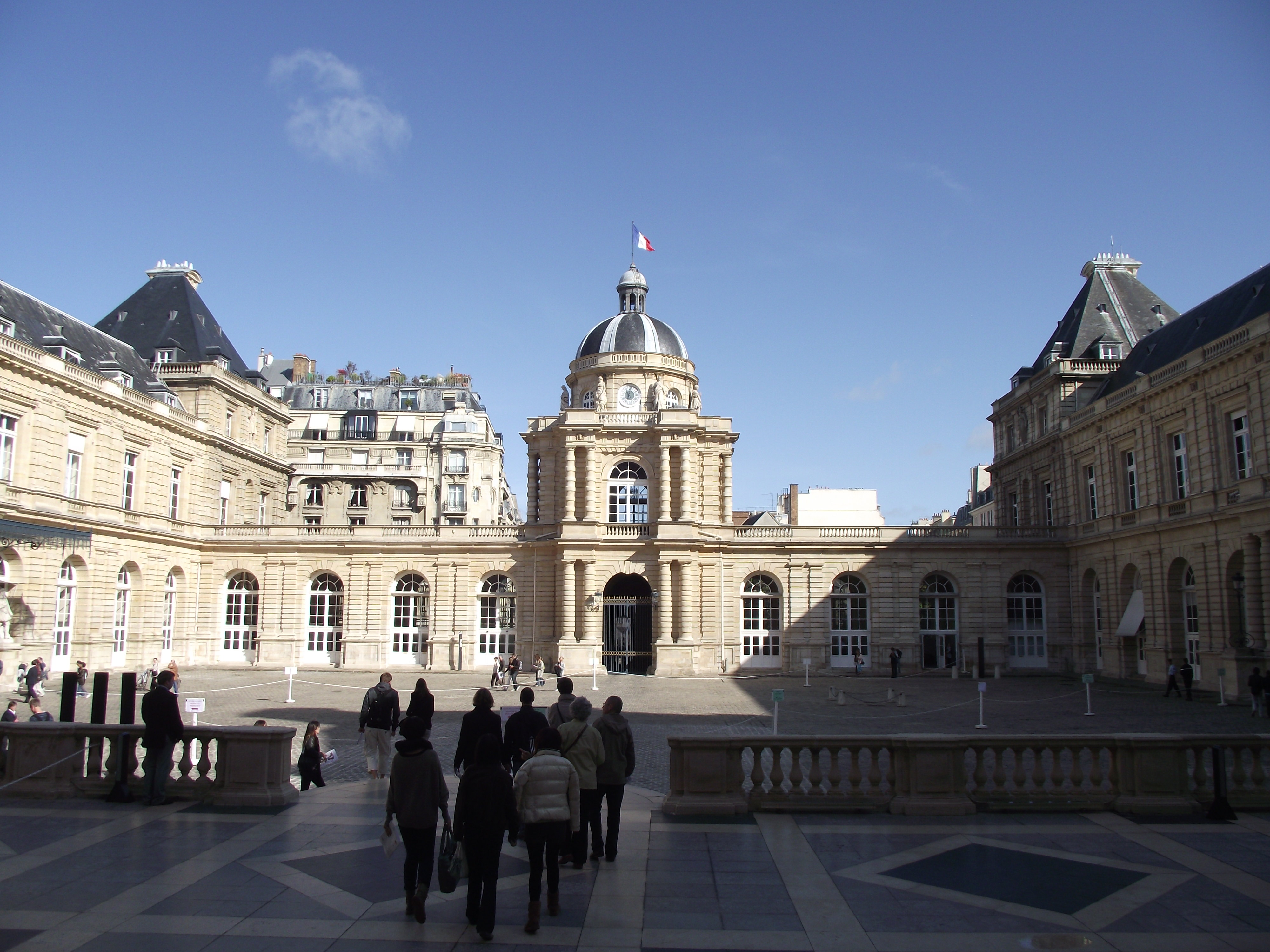
Pavillon d'entrée et galerie nord.
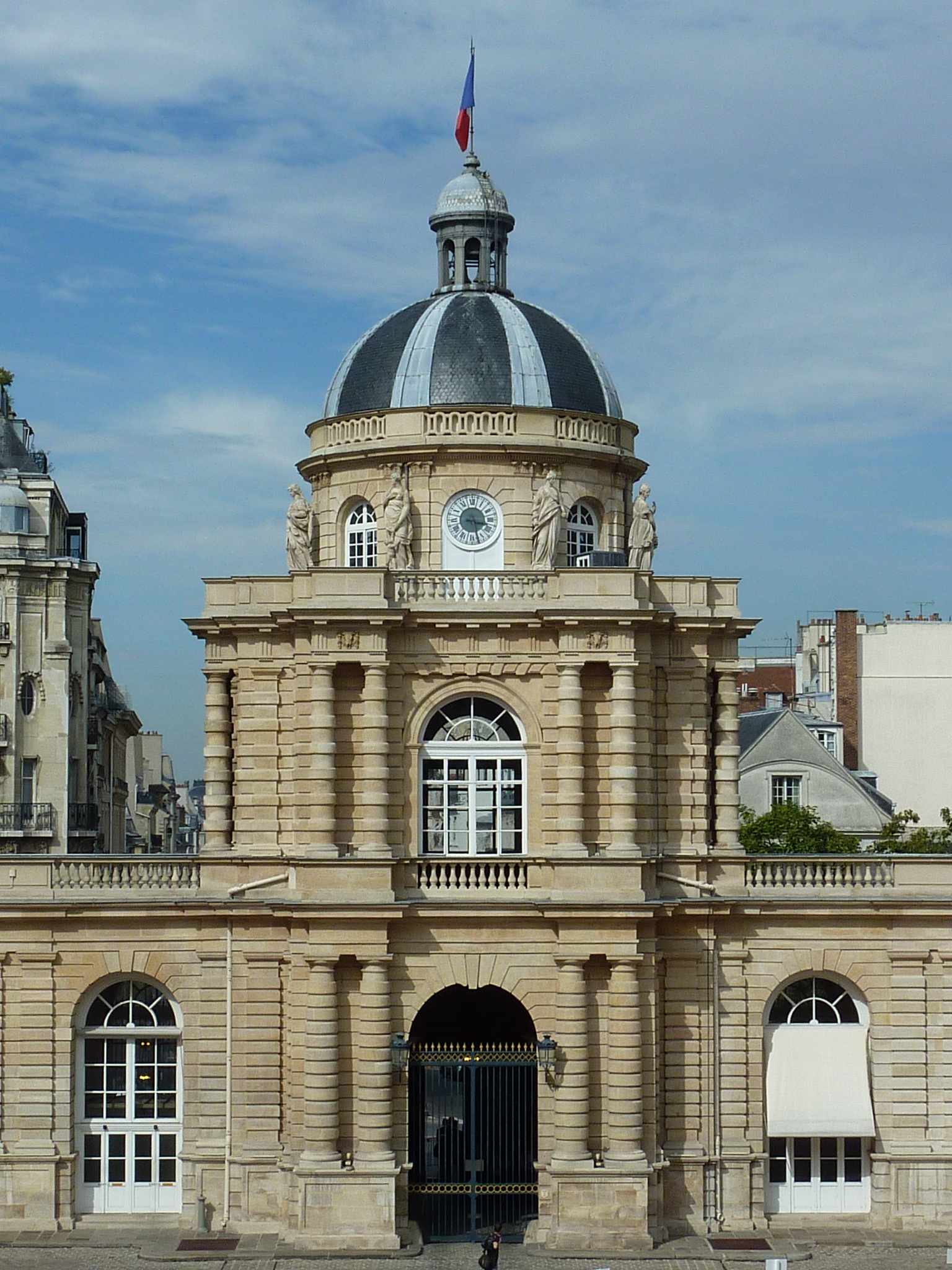
Pavillon d'entrée, depuis la cour d'honneur
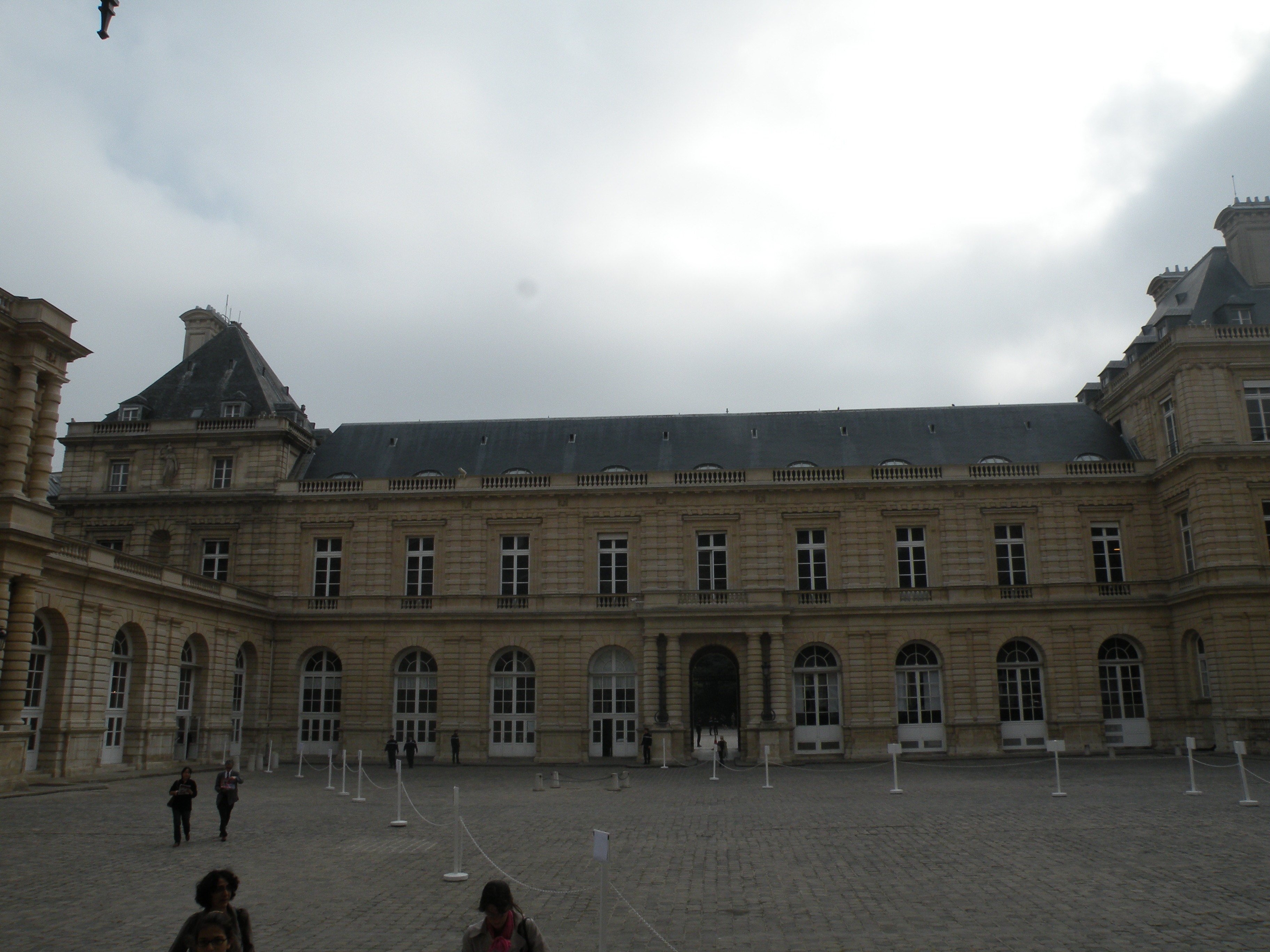
Galerie est depuis la cour d'honneur
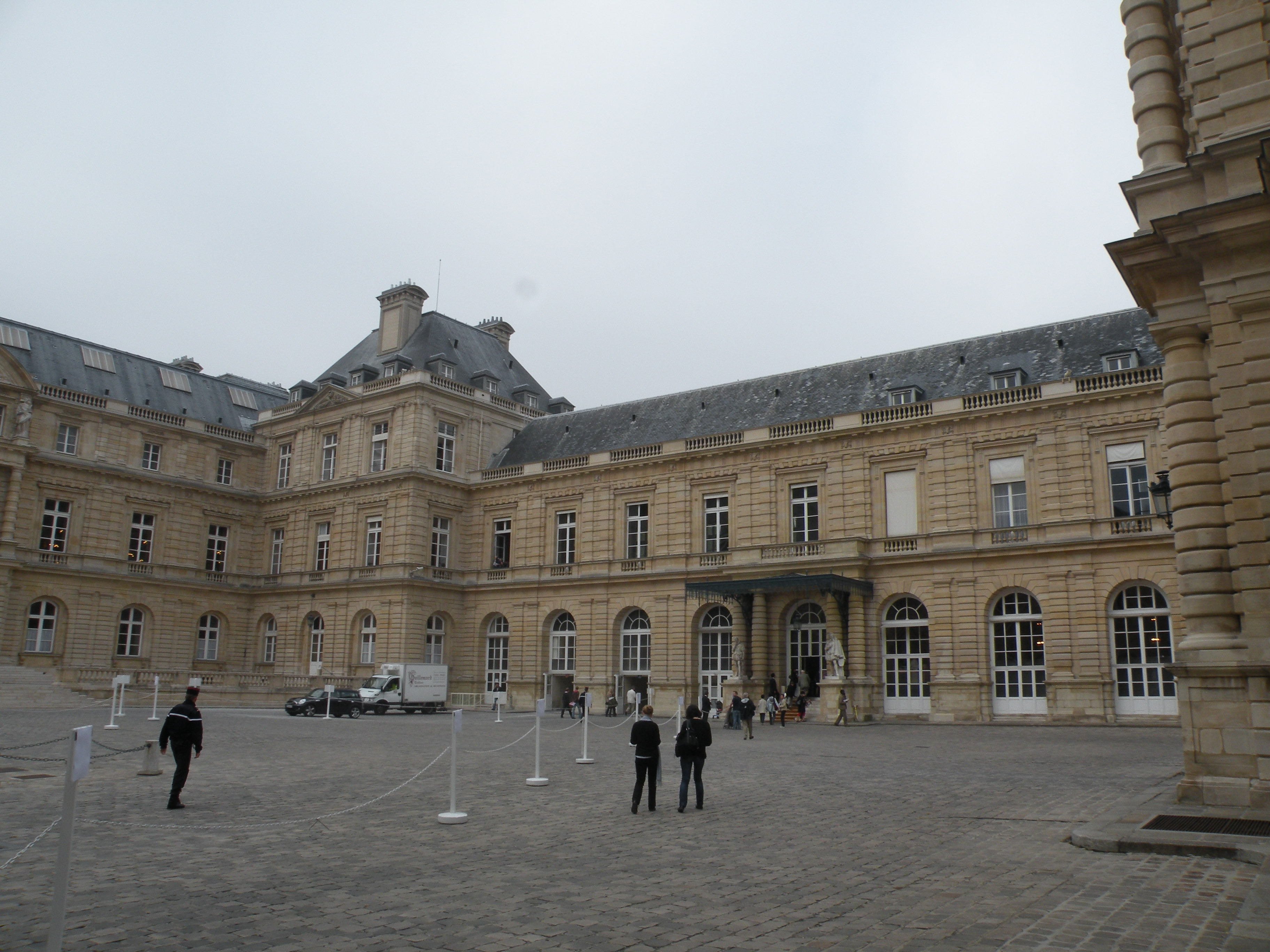
Galerie ouest depuis la cour d'honneur

### Salle des séances (hémicycle)
Lorsqu'il fut décidé que le palais accueillerait le Sénat, Chalgrin réaménagea entièrement l'intérieur afin de réaliser la nouvelle salle sénatoriale. Achevée en 1807, celle-ci, devenue chambre des pairs sous la Restauration, fut redessinée en 1836 pour répondre au besoin d'agrandissement. L'architecte choisi, Alphonse de Gisors, un élève de Chalgrin, avança la façade du bâtiment de 31 mètres sur le jardin et aménagea dans l'espace ainsi dégagé un nouvel hémicycle entre 1836 et 1842. La salle fut reconstruite après un incendie en 1859, toujours par Gisors.
Derrière le plateau du président, face aux siégeants, se dressent sept statues de marbre monumentales, de gauche à droite quand on regarde le président :
- Anne Robert Jacques Turgot, contrôleur général des finances de Louis XVI, par Jean-François Legendre-Héral ;
- Henri François d'Aguesseau, chancelier de France, par Hippolyte Maindron ;
- Michel de L'Hospital, surintendant des finances puis chancelier de France, par Achille Valois ;
- Jean-Baptiste Colbert, contrôleur général des finances de Louis XIV, par Jean Baptiste Joseph De Bay ;
- Mathieu Molé, président du parlement de Paris puis garde des sceaux à l'époque de la Fronde ;
- Chrétien-Guillaume de Lamoignon de Malesherbes, soutien de l'Encyclopédie et défenseur de Louis XVI lors de son procès ;
- Jean-Étienne-Marie Portalis, un des rédacteurs du code civil, par Joseph Marius Ramus.

Aux deux extrémités du diamètre de l'hémicycle se trouvent deux autres statues, commandées en 1840 par le ministre de l'Intérieur Charles de Rémusat :
- Saint-Louis, livrée en 1846 par Auguste Dumont ;
- Charlemagne, livrée en 1847 par Antoine Étex.

Face au plateau, on trouve les bustes de quatre maréchaux d'empire installés en 1842 :
- Laurent de Gouvion-Saint-Cyr ;
- Jean Lannes ;
- André Masséna ;
- Édouard Mortier.

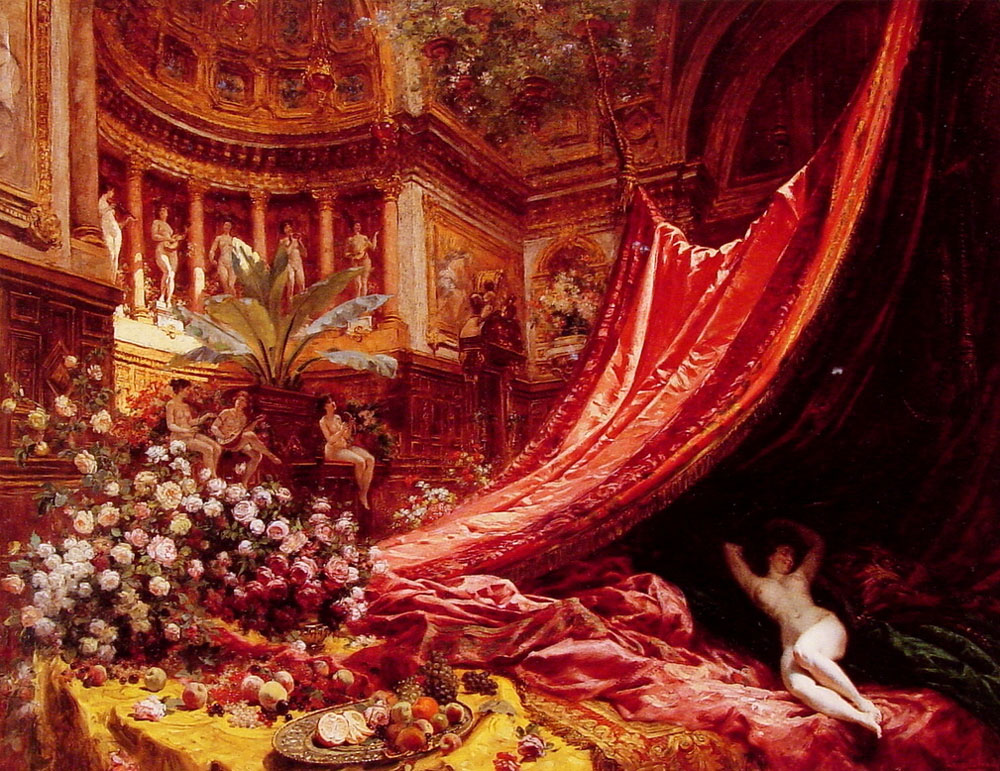
Jean Béraud, Symphonie en rouge et or, l'hémicycle, décor d'orgie.
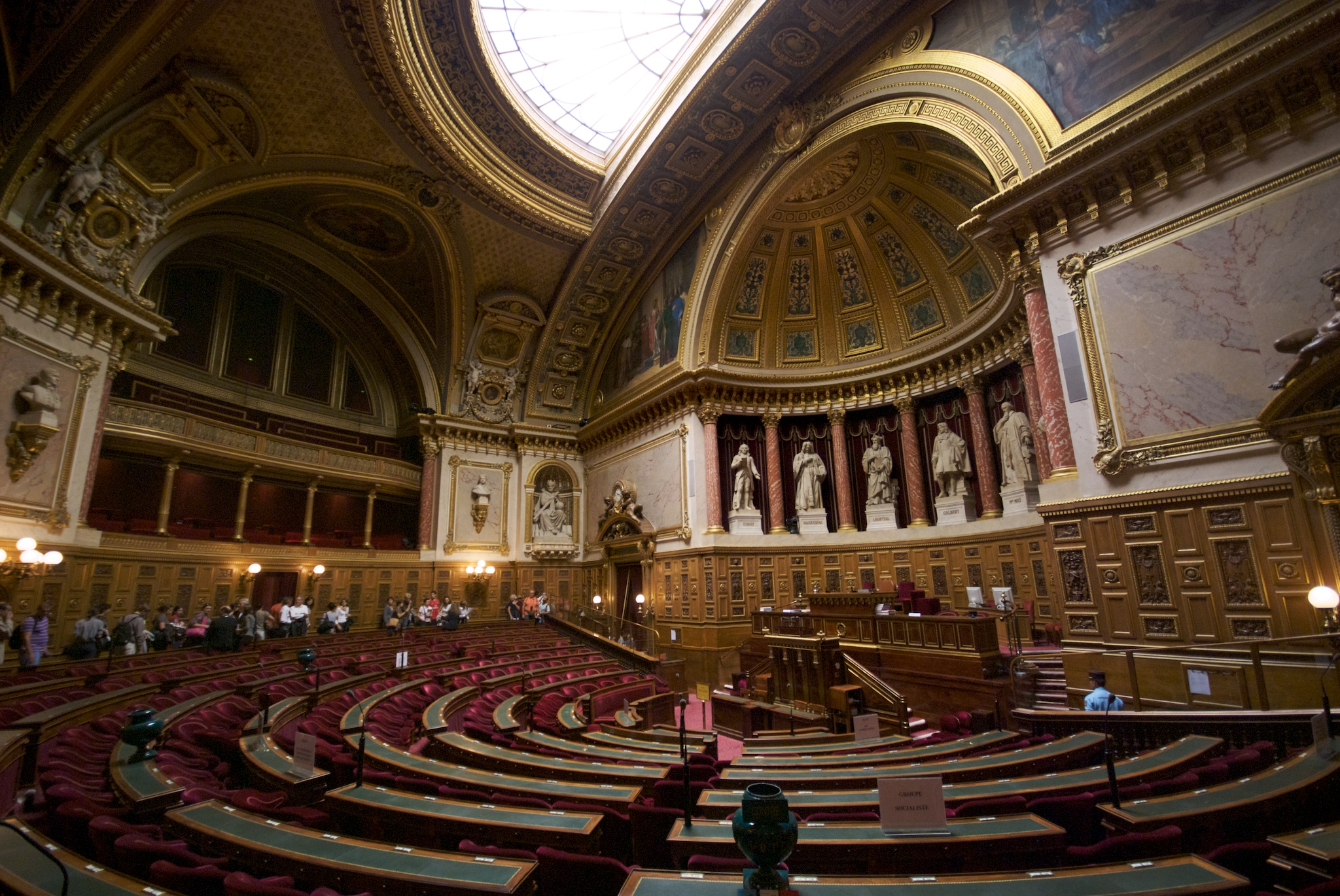
Hémicycle du Sénat.
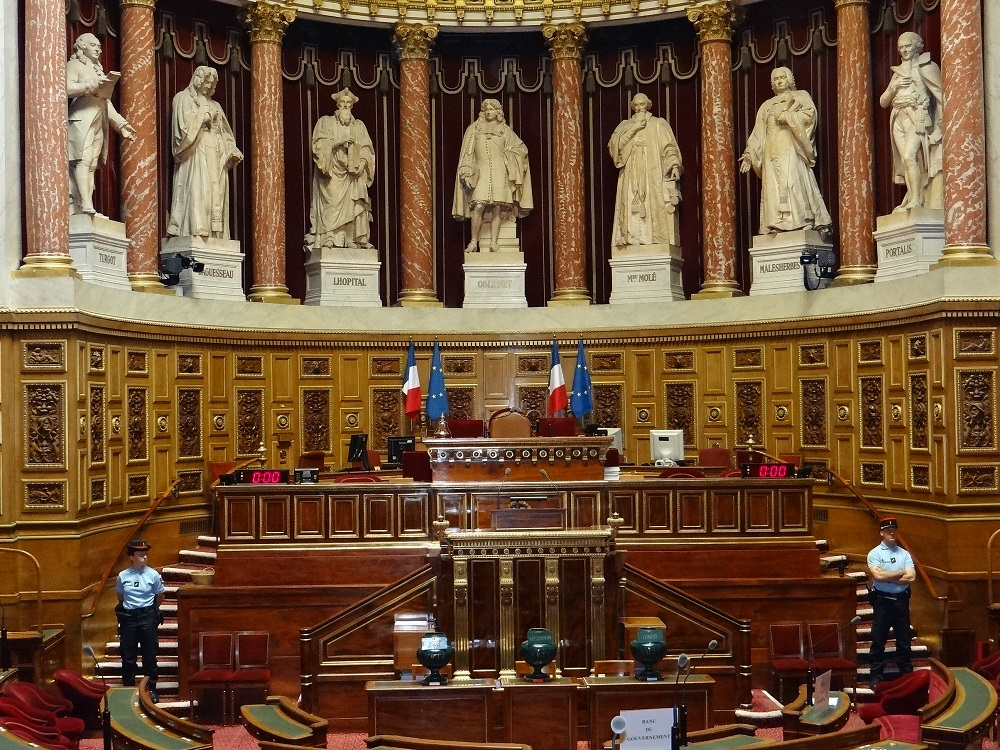
Les sept statues monumentales de la salle du Sénat.
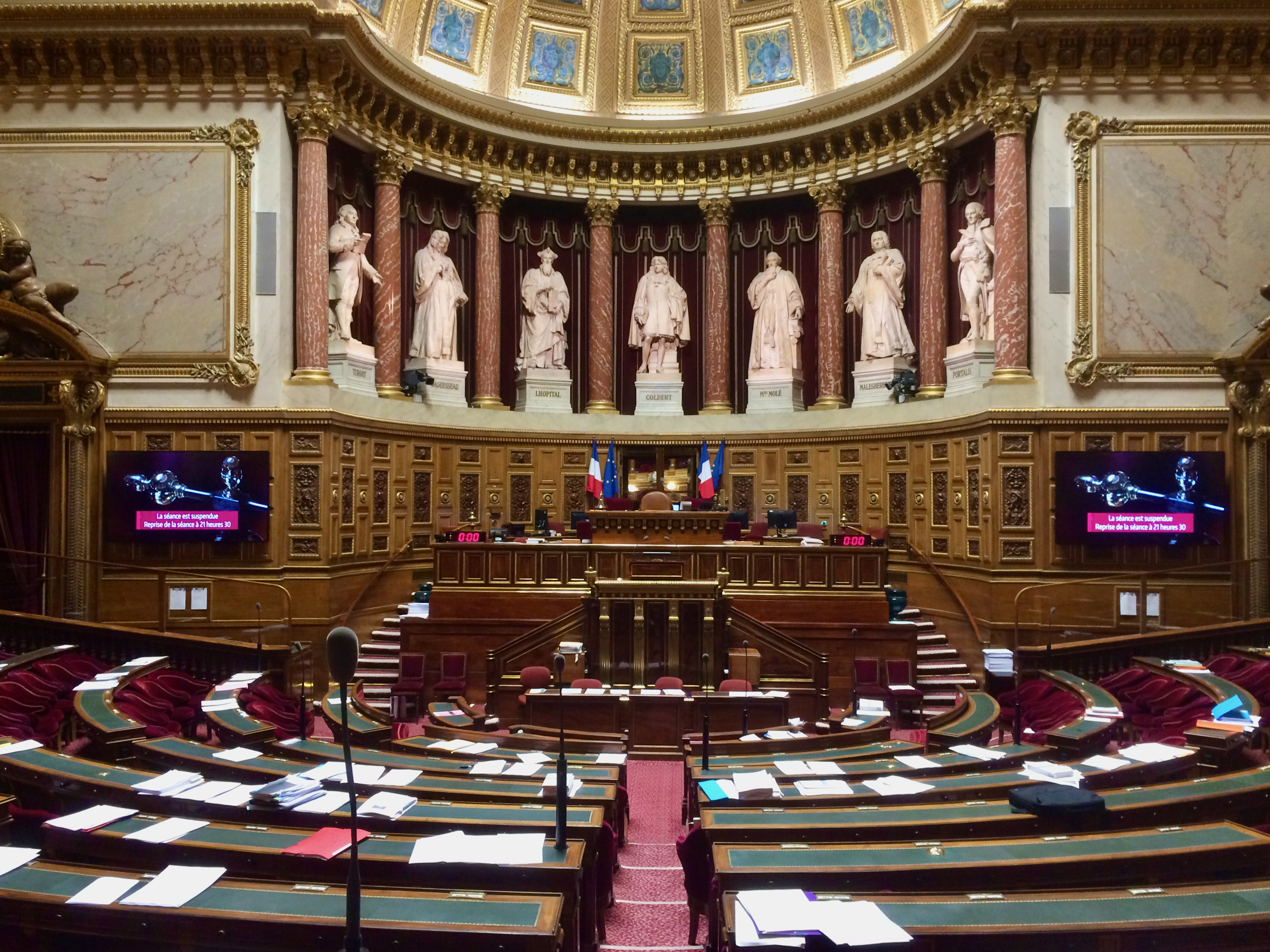
Le plateau, la tribune de l’orateur et l’hémicycle.
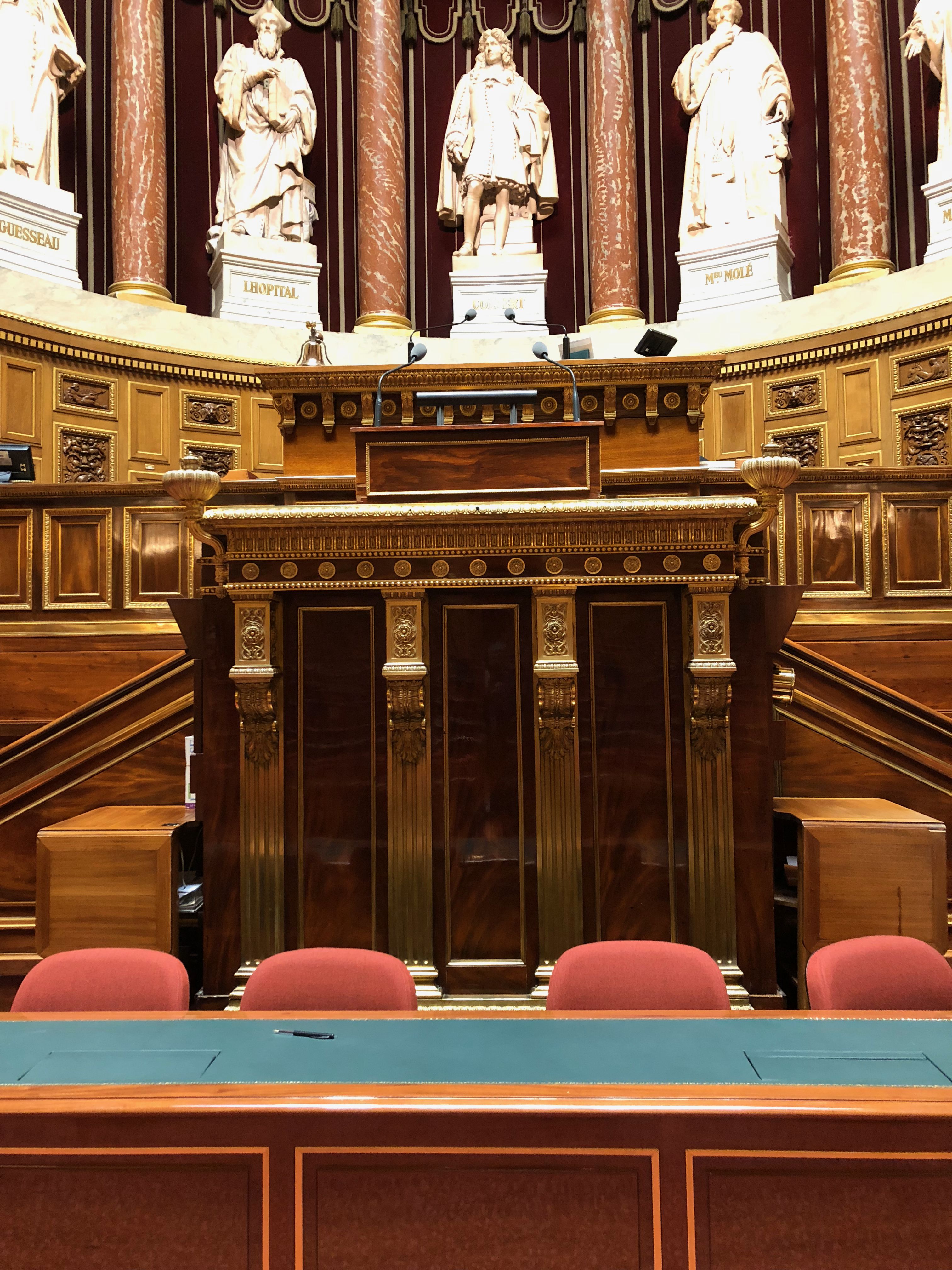
La tribune de l’orateur.

### Salle du Livre d'Or
La salle du Livre d'Or est une salle voûtée du rez-de-chaussée, aux lambris dorés et plafond à caissons, aménagée en 1816 par l'architecte Thomas Pierre Baraguay, qui servait à recevoir le Livre d'Or de la Pairie, c'est-à-dire le registre consignant les titres des pairs de France. Ce répertoire se trouve aujourd'hui aux Archives nationales. Baraguay réutilise quelques boiseries et peintures sur panneau provenant du Cabinet doré et d'autres salles, et principalement des appartements de Marie de Médicis au palais du Luxembourg et d'Anne d'Autriche au Louvre. Les tableaux et les boiseries sont retaillés, redorés, restaurés et pour certains largement repeints. Au plafond, deux grands tableaux sur bois sont dédiés à la gloire de Marie ; ils sont attribués à Jean Mosnier ; dans les caissons, des panneaux à pans coupés figurent des angelots ; des médaillons ovales représentent des saints et des divinités antiques.
L'ensemble, tel qu'il apparaît de nos jours, a été entièrement restauré de 1997 à 1999 par le Centre de recherche et de restauration des musées de France.

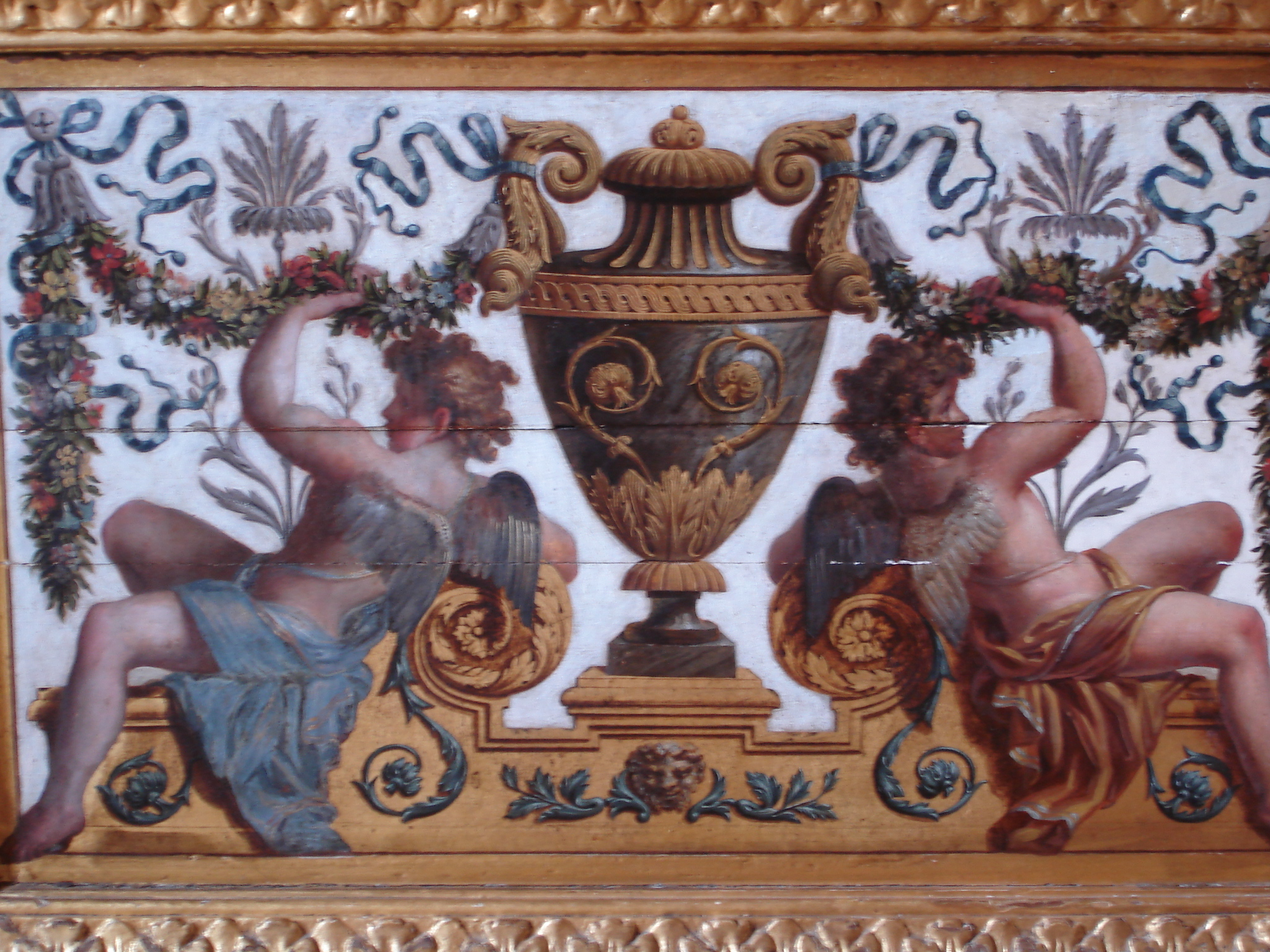
Tableau sur faïence.
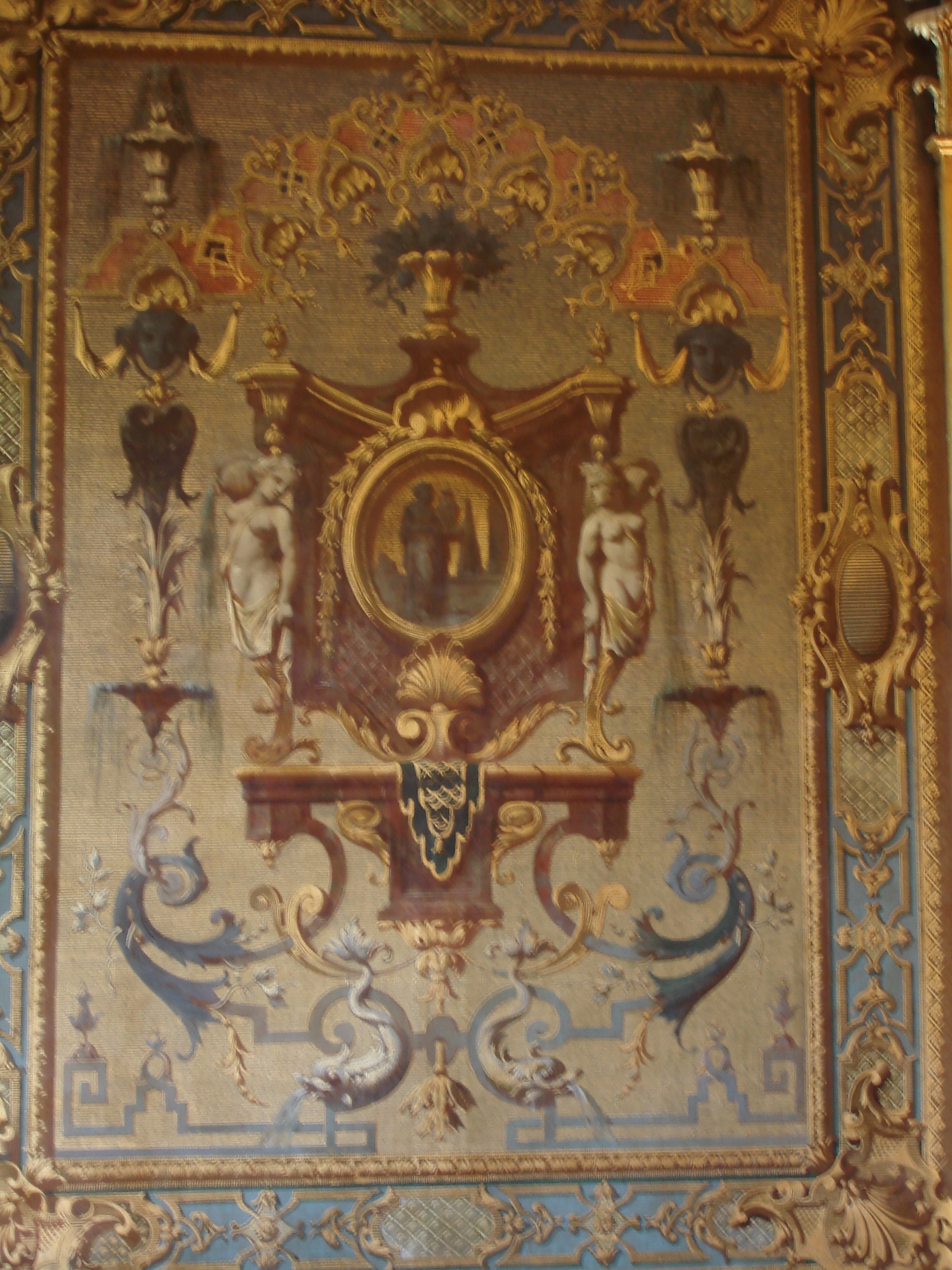
Tapisserie murale.
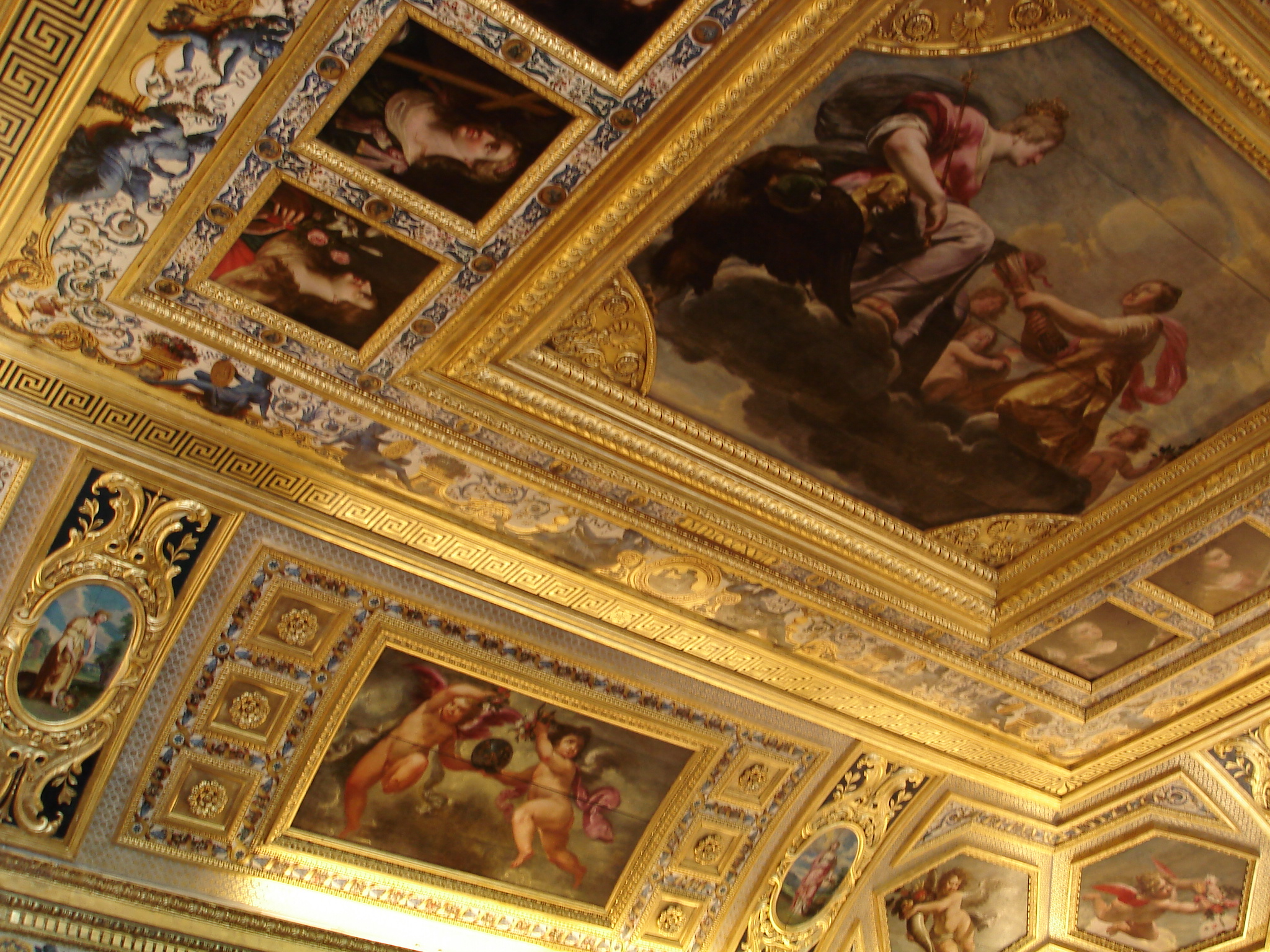
Peintures et boiseries au plafond de la salle du Livre d'Or.
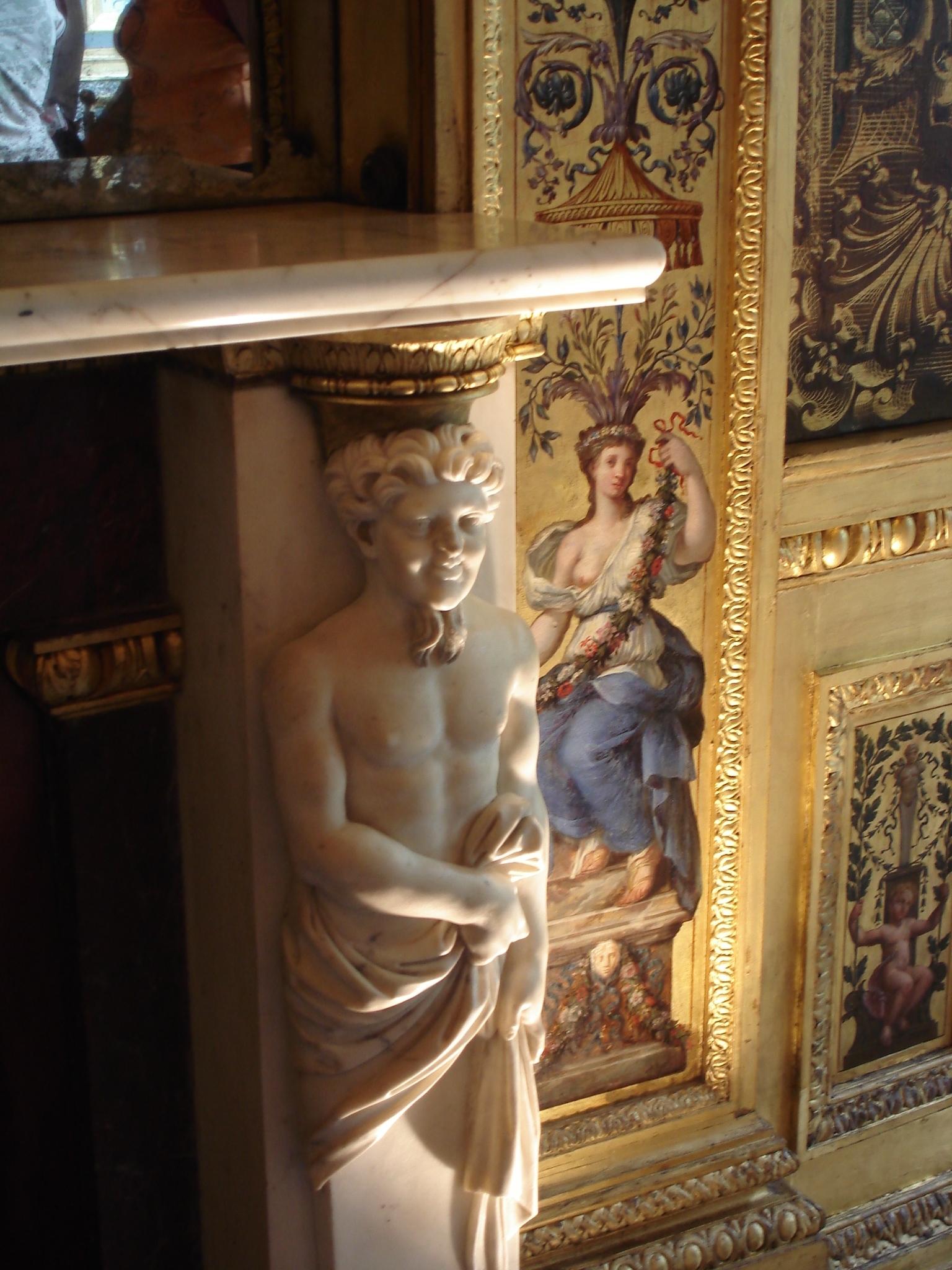
Montant de cheminée avec statue d'un diablotin.

### Chapelle

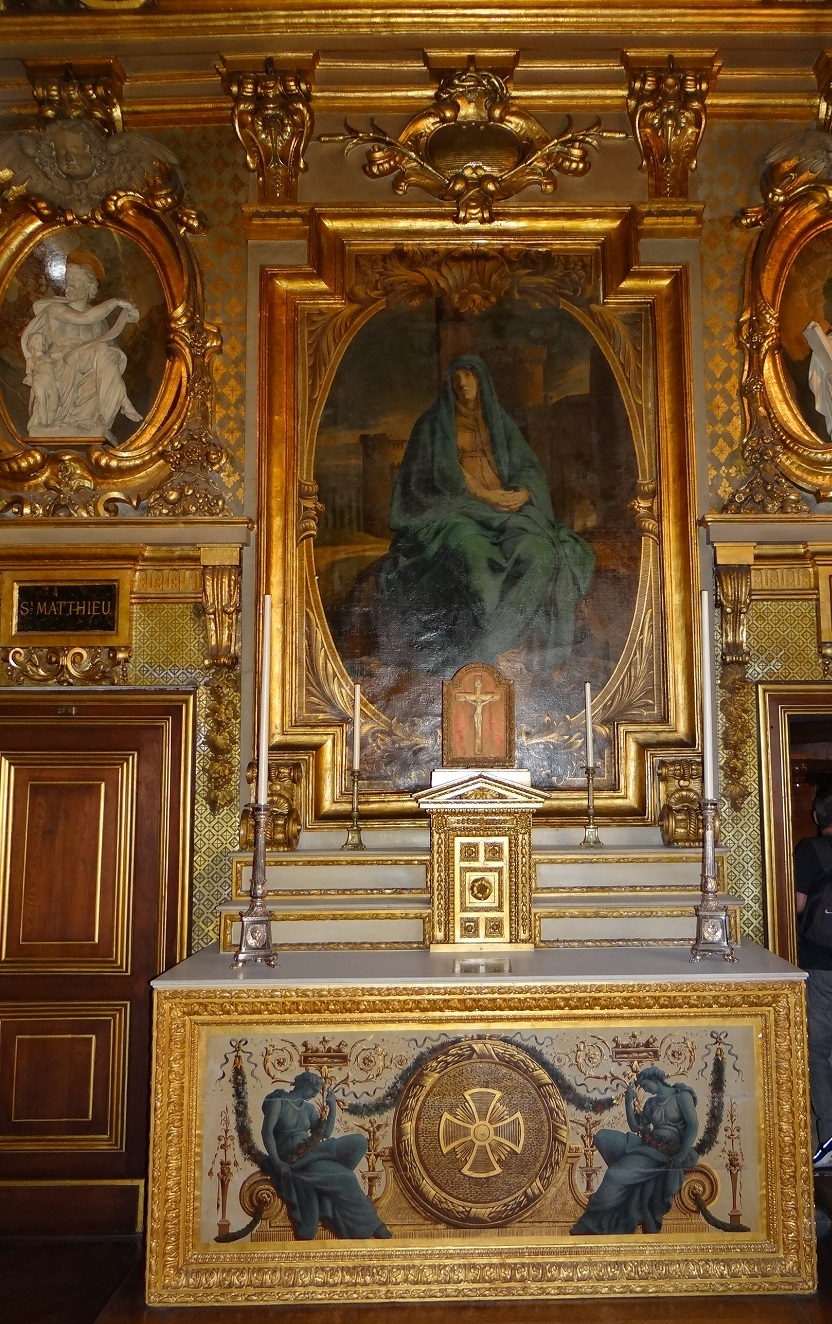
Chapelle.

Cachée, puis de nouveau mise en lumière, cette chapelle fut aménagée par l'architecte Alphonse de Gisors lors de la campagne de travaux de 1837, sous le règne de Louis-Philippe. Cloisonnée pour la réalisation de bureaux de la chaîne Public Sénat en 1982, elle retrouve son volume initial depuis le départ de la chaîne parlementaire en 2015. S'ensuit une campagne de restauration dont le lancement est autorisé par les questeurs du Sénat et qui dure près de 3 ans.
Le 17 avril 2018, le président du Sénat, Gérard Larcher, inaugure la nouvelle salle de réunion, qui prend le nom de René Monory, ancien président de la Haute assemblée. S'y tiennent désormais les réunions de la commission des affaires étrangères, de la défense et des forces armées, et de nombreuses structures temporaires du Sénat (commissions d'enquête, missions d'information...).
La chapelle se situe au rez-de-chaussée de l'aile Est de la cour d'honneur. De petites dimensions (environ 23 m sur 6 m). Sa décoration picturale fut confiée au peintre François Bouchot, mais il décéda avant le lancement du chantier en 1842. Elle est finalement décorée par des peintures murales d'Abel de Pujol, à l'entrée : Dieu et les Vieillards de l'Apocalypse, et de son élève Théophile Vauchelet, prix de Rome 1829 ; à l'abside : Le Concert des Anges ; au plafond : Les Évangélistes, ainsi que quatre toiles de Jean Gigoux, qui furent roulées en 1982.

### Bibliothèque

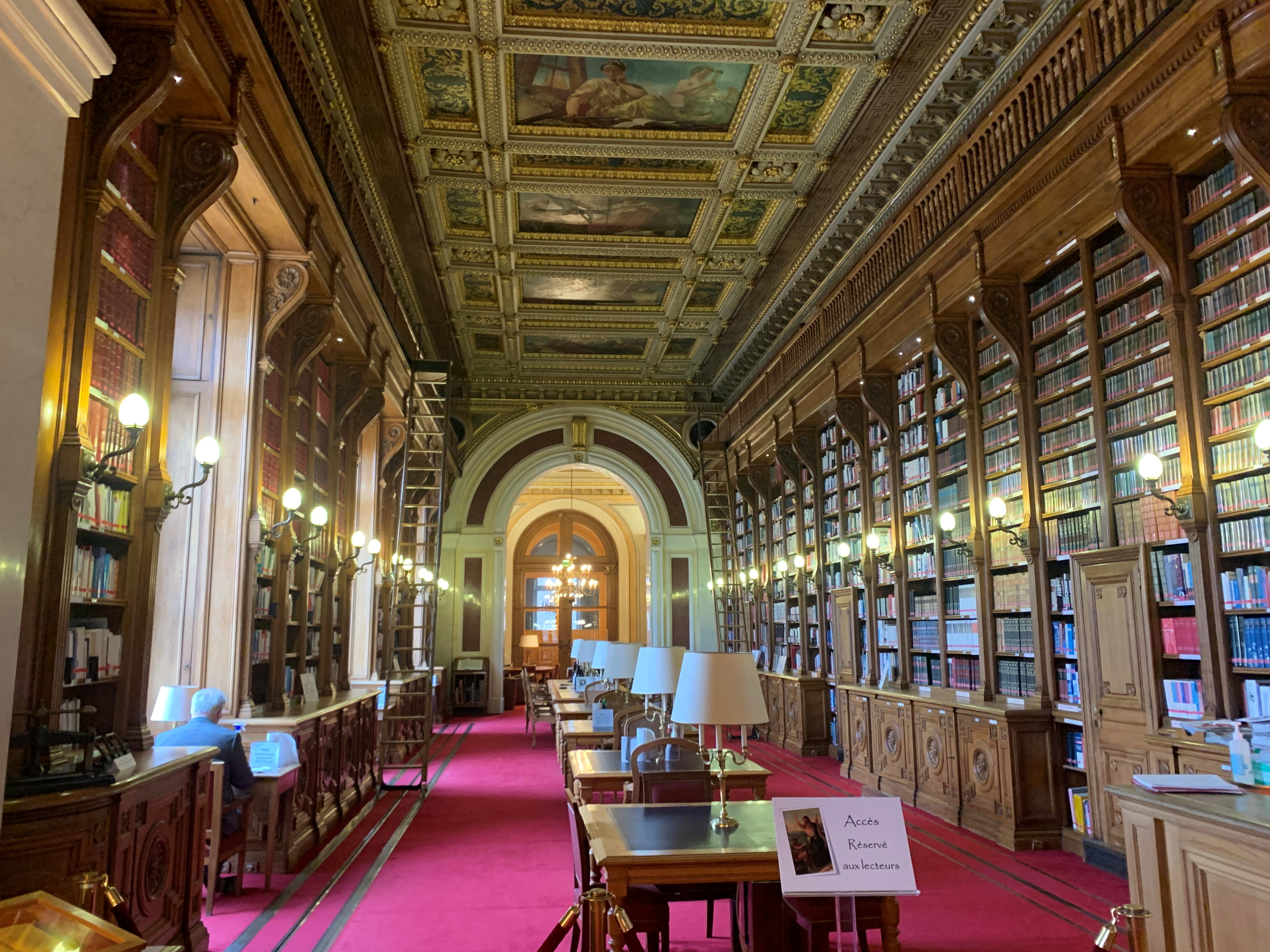
Bibliothèque du Sénat.

La salle de lecture actuelle de la bibliothèque a été aménagée lors des travaux d'agrandissement du palais de 1837. Alphonse de Gisors, qui conduit les travaux, suit la recommandation d'Adolphe Thiers et confie le décor du plafond au peintre Eugène Delacroix, qui travaille alors sur le plafond de la bibliothèque du Palais Bourbon, siège de l'autre assemblée. Il achève d'orner la coupole en 1846. La composition est inspirée du chant IV de l'Enfer de Dante. Des infiltrations firent tomber les toiles en 1868 ; Pierre Andrieu, élève de Delacroix, les restaura. Le globe terrestre monumental est l'œuvre du géographe-cartographe Joseph Forest (1865-19..) en 1896.
La bibliothèque est désormais une salle en longueur (52 × 7 m), prolongée par deux cabinets, est et ouest, dont les sept fenêtres (toutes côté sud) donnent sur le jardin du Luxembourg.
Leconte de Lisle et Anatole France ont été employés à la bibliothèque du Sénat.

### Annexe de la bibliothèque

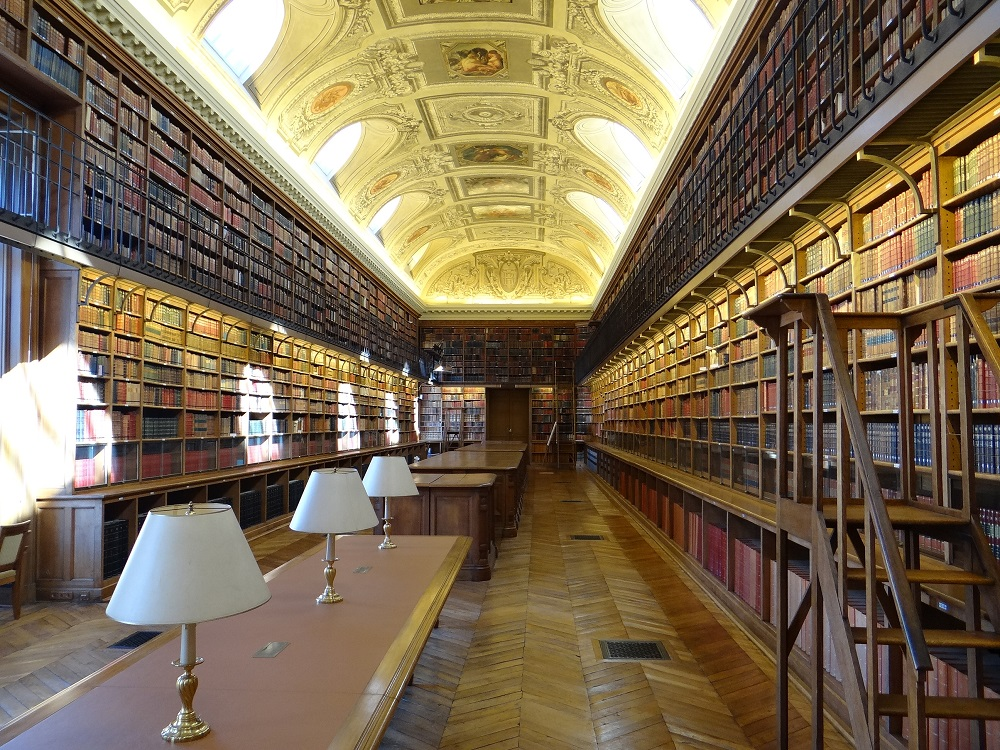
Annexe de la bibliothèque du Sénat.

L'annexe de la bibliothèque est située dans la galerie Est du palais, autrefois occupée par le musée du Luxembourg.
Le plafond de l'annexe est orné des Signes du Zodiaque peints par Jacob Jordaens vers 1640 et achetés par le Sénat en 1802.
L'émission Bibliothèque Médicis, diffusée de 2001 à 2017 sur Public Sénat, a été enregistrée dans l'annexe de la bibliothèque.

### Escalier d'honneur

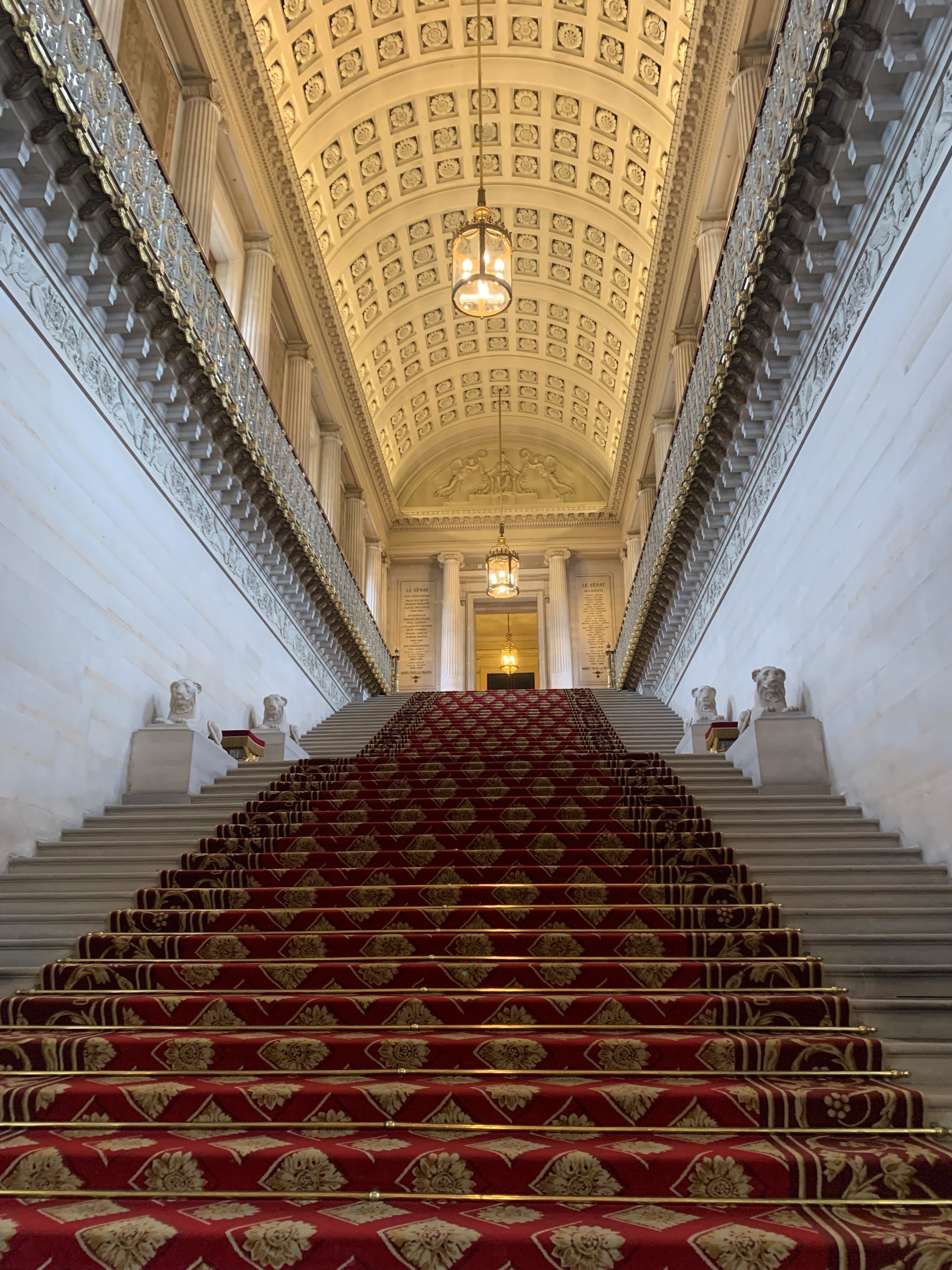
Escalier d'honneur.

L'escalier d'honneur ou grand escalier fut réalisé entre 1803 et 1807 par l'architecte Jean-François-Thérèse Chalgrin qui travaillait au palais du Luxembourg depuis 1787 et y avait assuré la restauration des jardins. Sa construction a nécessité la destruction de la galerie du premier étage de l'aile ouest, ornée des tableaux de la série du Cycle de Marie de Médicis de Rubens (désormais exposés au musée du Louvre). Les statues de lions qui ornent l'escalier sont les copies de ceux qui ornent la fontaine des Lions de la Piazza del Popolo à Rome, œuvre de Valadier.
Surplombant l'escalier, une voûte en berceau, soutenue par des colonnes d’ordre ionique, est ornée de caissons et de rosaces. À ses extrémité se trouvent deux bas-reliefs représentant Minerve entourée de génies ailés et réalisés par les sculpteurs Jules Ramey et Francisque Duret.
Le tapis rouge, dont les motifs rappellent les motifs du plafond voûté, a été posé en 1958.

### Jardins
Marie de Médicis attacha un soin tout particulier à constituer autour de son palais un parc d'une superficie de 24 hectares, agrémenté de 2 000 ormes, de fontaines et grottes à l'italienne, inspirées de la grotte de Buontalenti au jardin Boboli à Florence. Les jardins du Luxembourg frappent de nos jours le promeneur par la juxtaposition de leurs parterres à la française, que traverse le méridien de Paris et qu'encadre la statuaire des Reines et Dames illustres, et le long de la rue Auguste Comte, de son jardin anglais avec le tracé nonchalant de ses allées. Plus à l'ouest, vers la rue Vavin, un jardin fruitier constitue, entre autres, un conservatoire de variétés de poires anciennes comme la Beurré Hardy. Près de la porte Vavin, un rucher d'abeilles a été installé par le Sénat.

### Salle des conférences
Longue de 57 mètres, large de 10,60 m et d'une hauteur de 11,60 m (15 m sous la coupole), cette salle fut réalisée par Alphonse de Gisors. Elle résulte de la réunion (finalisée en 1864) des trois salles du bâtiment d'origine.
En face de la cheminée est exposé le trône qu'occupait Napoléon Ier quand il assistait aux séances du Sénat conservateur.
À chacune des extrémités, on trouve un plafond en cul-de-four, avec des personnages de l'histoire de France par Henri Lehmann (1854) : à l'ouest, La France sous le règne des Mérovingiens et des Carolingiens ; à l'est, La France sous les Capétiens, les Valois et les Bourbons.
Au plafond, L’Apothéose de Napoléon Ier par Jean Alaux. Huit tapisseries des Gobelins illustrant les Métamorphoses d'Ovide complètent la décoration.
Depuis quelques années, la Salle des conférences abrite dans sa partie ouest une collection de bustes de Marianne.

Salle des conférences
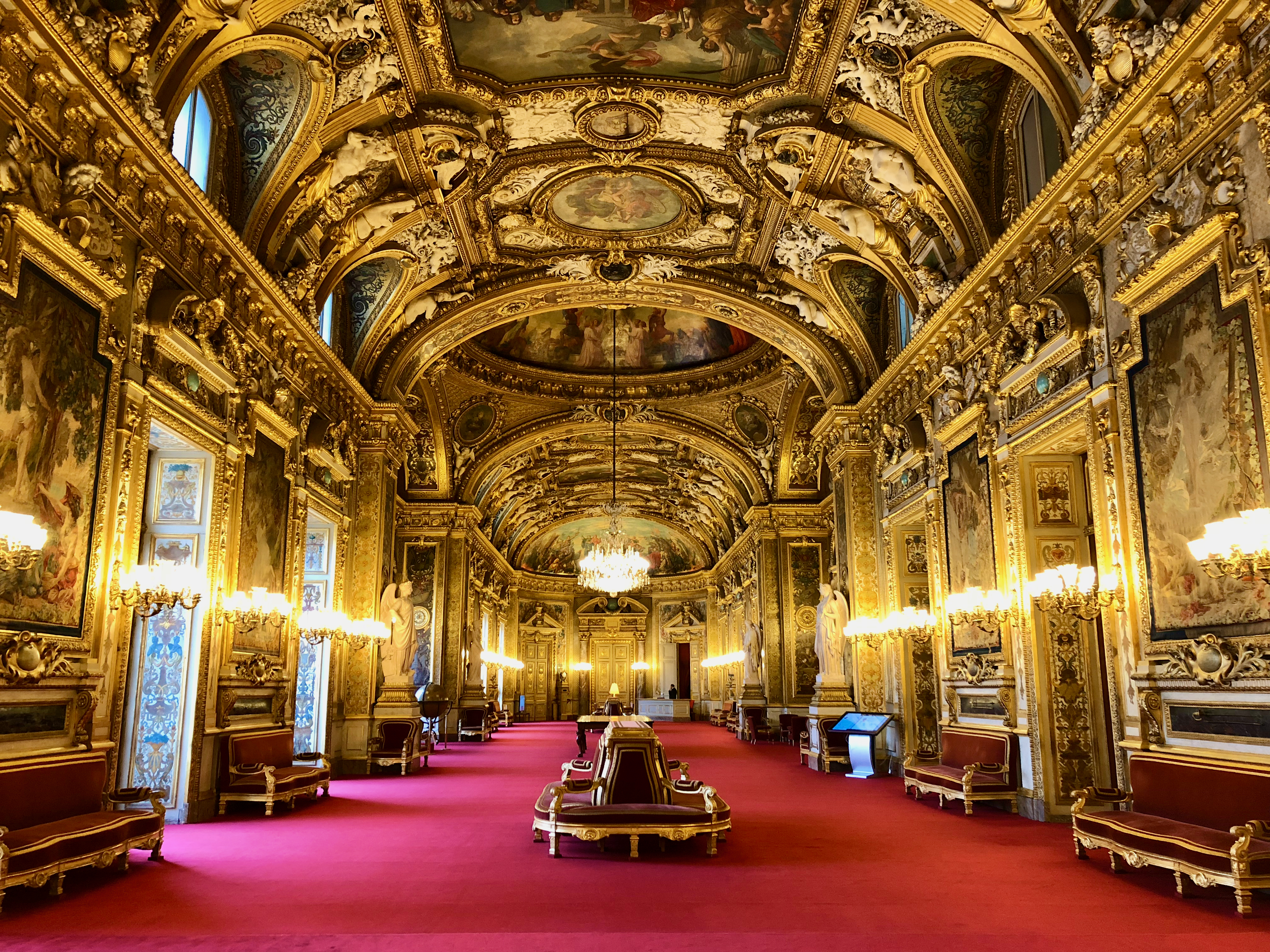
Vue d’ensemble.
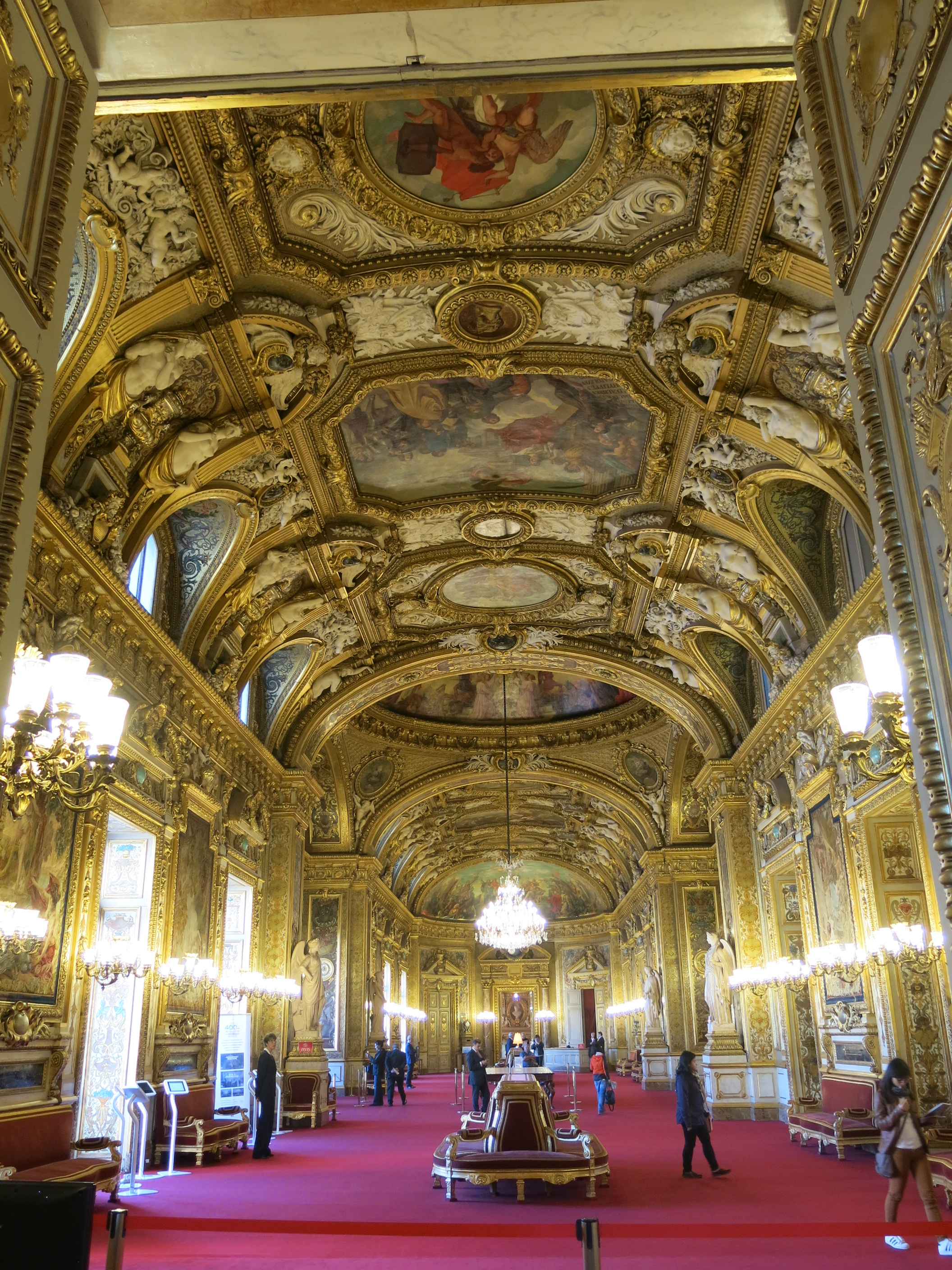
Vue d'ensemble.
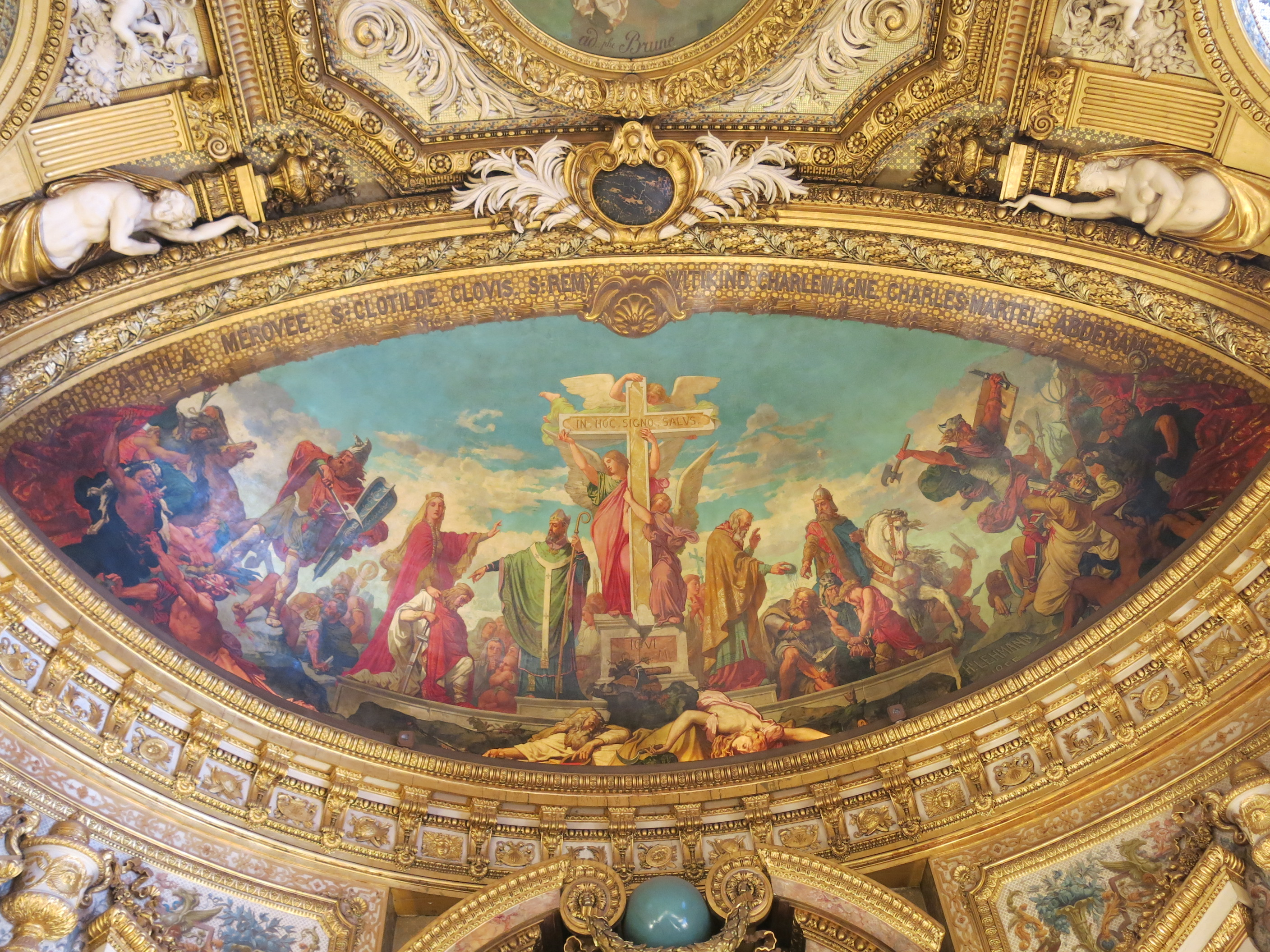
Henri Lehmann, La France sous le règne des Mérovingiens et des Carolingiens (1854), plafond ouest.
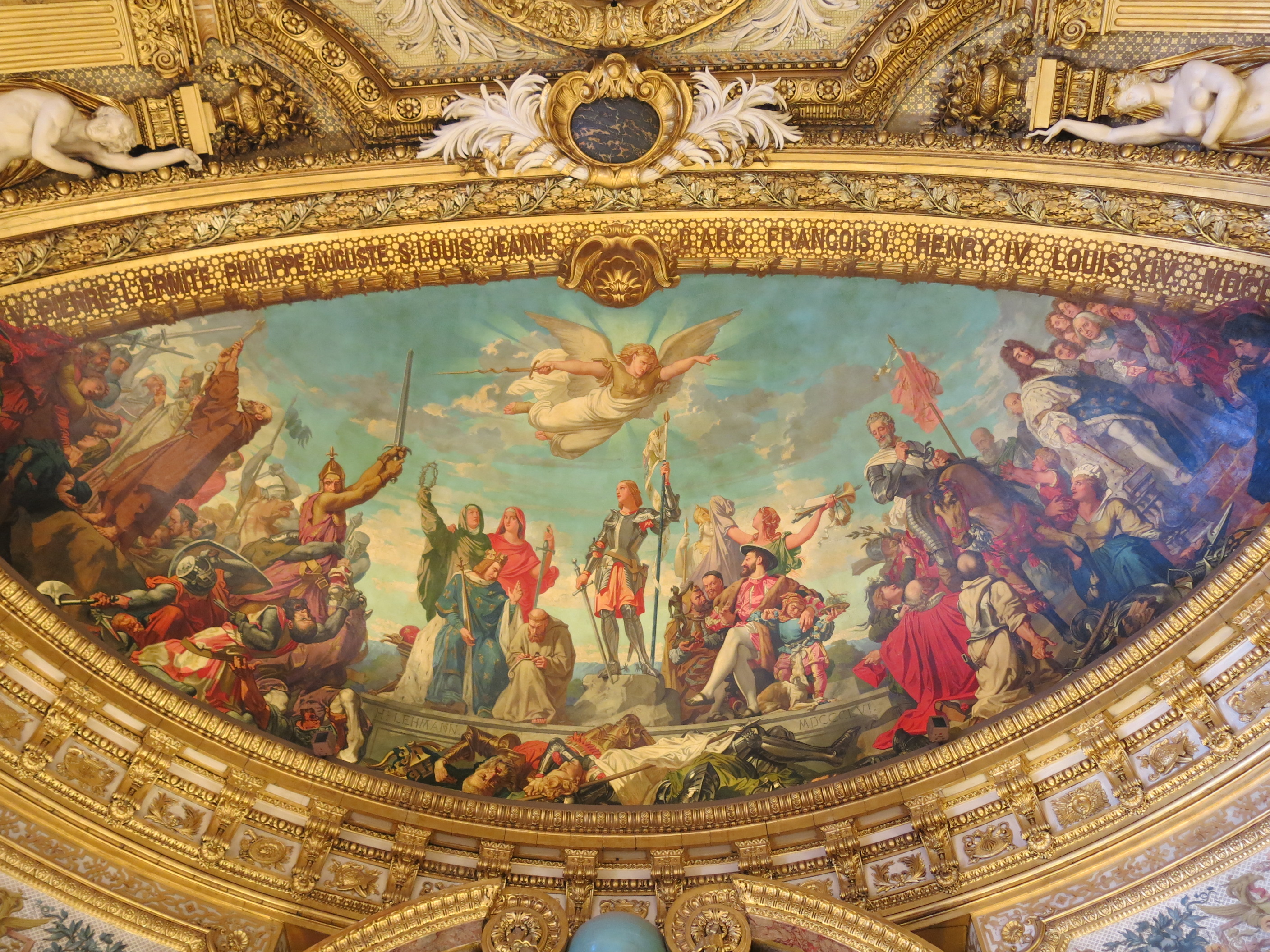
Henri Lehmann, La France sous les Capétiens, les Valois et les Bourbons, plafond est.
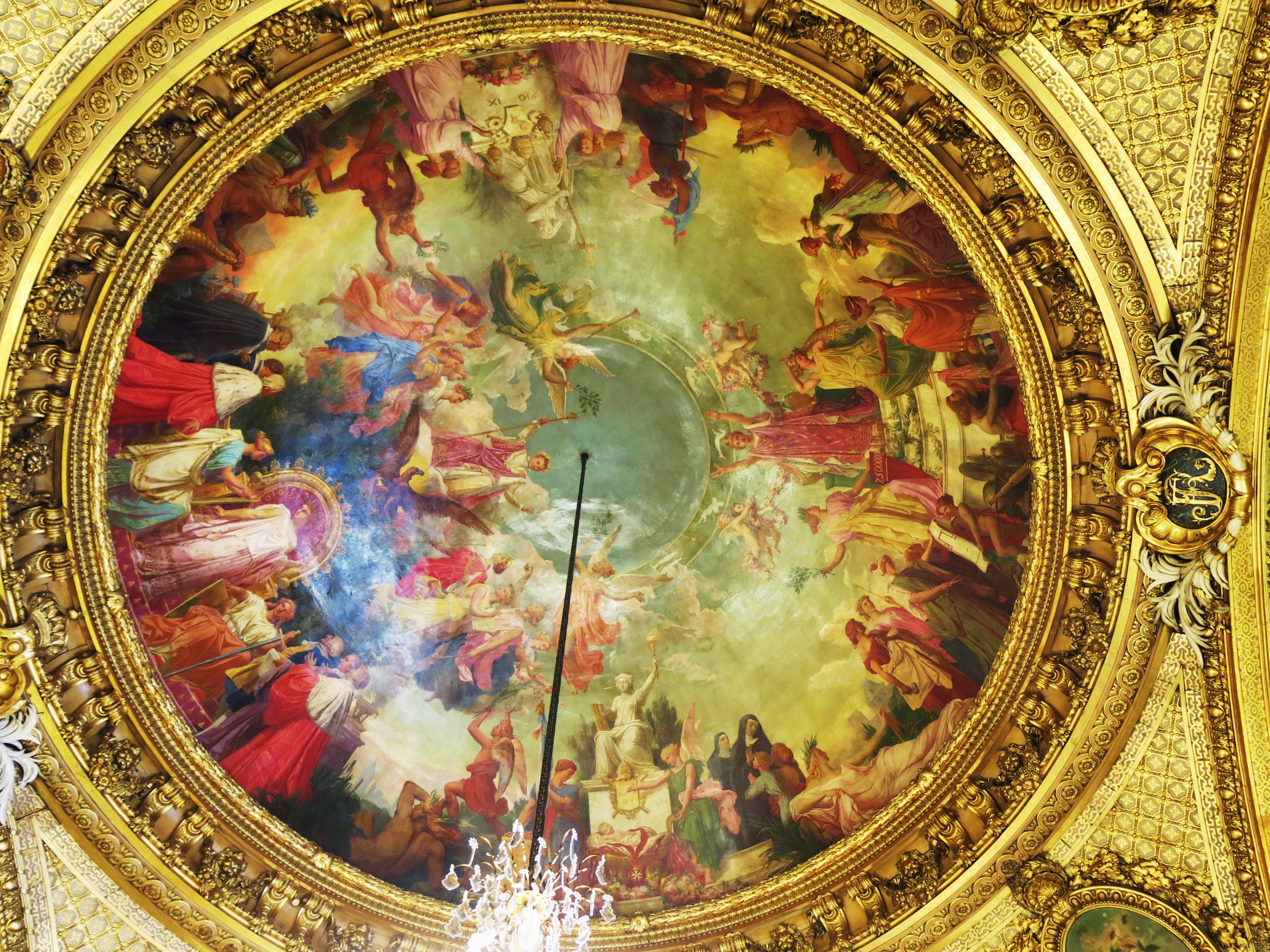
Jean Alaux, L’Apothéose de Napoléon Ier, coupole.
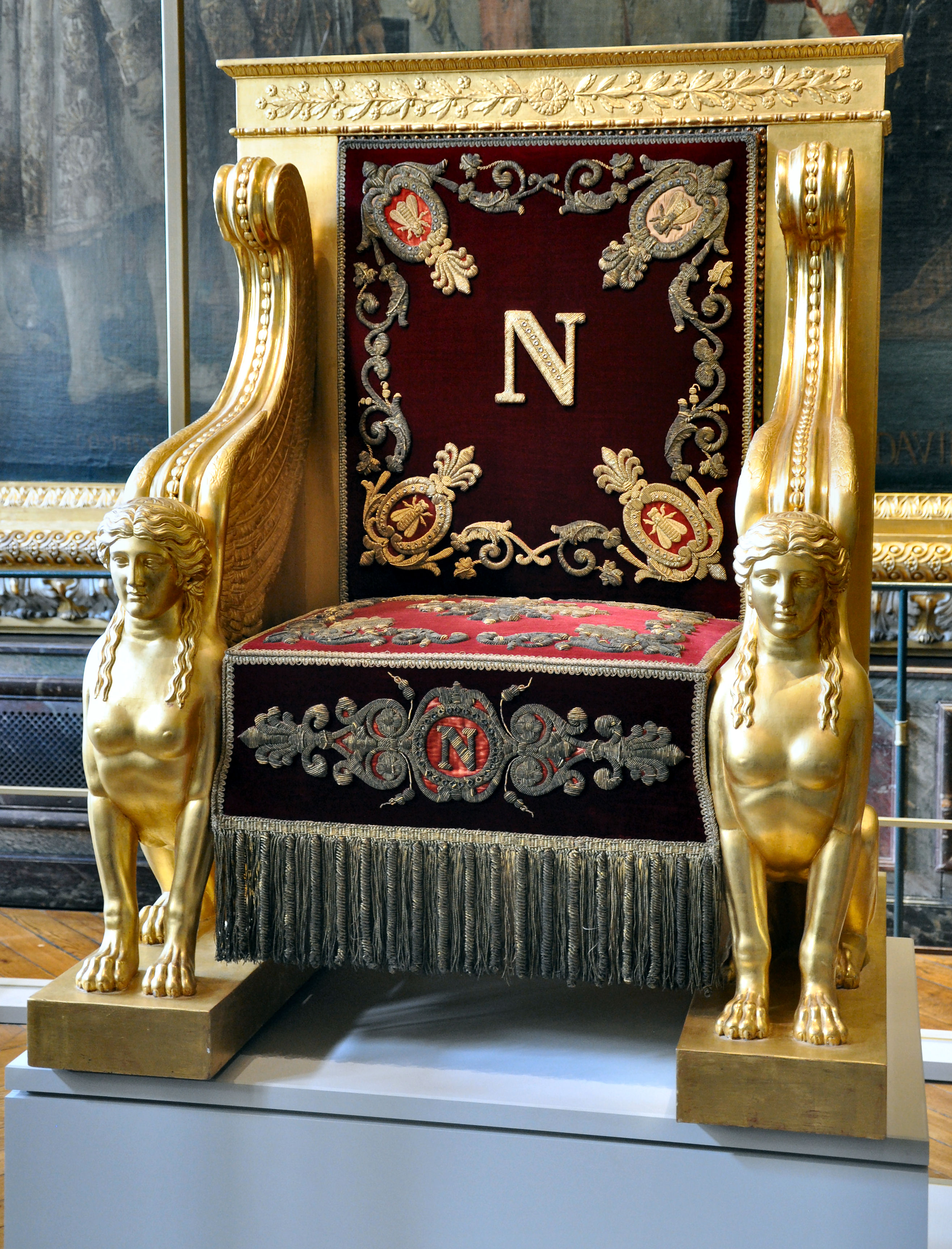
Trône de Napoléon Ier (1804).